# Liste der Kirchenlieder im Evangelischen Gesangbuch

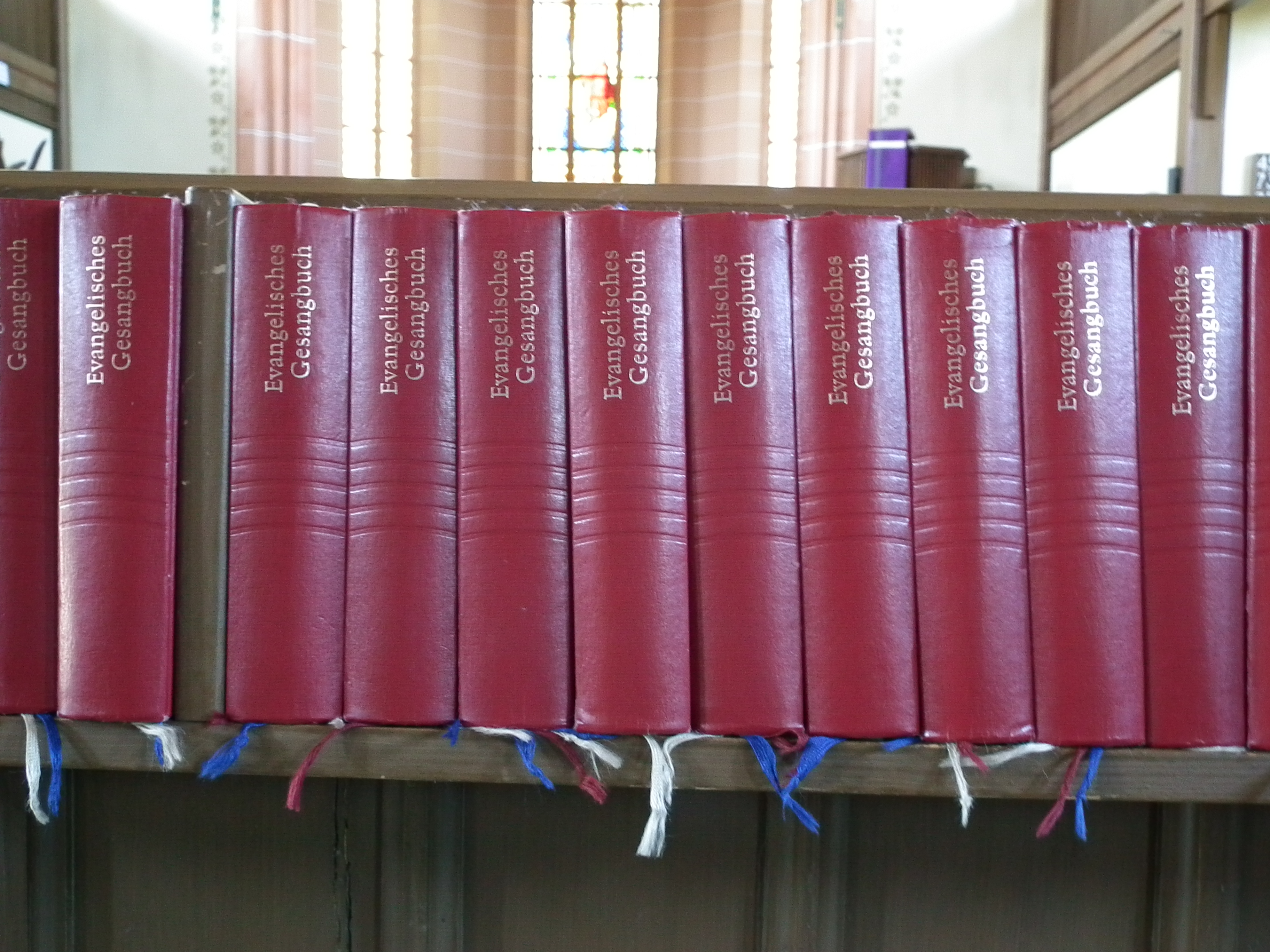
Evangelische Gesangbücher

Die Liste der Kirchenlieder im Evangelischen Gesangbuch enthält alle Kirchenlieder im Evangelischen Gesangbuch, sortiert nach Nummern, gegliedert in die thematischen Abschnitte des Gesangbuchs.

## Kirchenjahr

### Advent
1 Macht hoch die Tür
2 Er ist die rechte Freudensonn
3 Gott, heilger Schöpfer aller Stern
4 Nun komm, der Heiden Heiland
5 Gottes Sohn ist kommen
6 Ihr lieben Christen, freut euch nun
7 O Heiland, reiß die Himmel auf
8 Es kommt ein Schiff, geladen
9 Nun jauchzet, all ihr Frommen
10 Mit Ernst, o Menschenkinder
11 Wie soll ich dich empfangen
12 Gott sei Dank durch alle Welt
13 Tochter Zion, freue dich
14 Dein König kommt in niedern Hüllen
15 Tröstet, tröstet, spricht der Herr
16 Die Nacht ist vorgedrungen
17 Wir sagen euch an den lieben Advent
18 Seht, die gute Zeit ist nah
19 O komm, o komm, du Morgenstern
20 Das Volk, das noch im Finstern wandelt
21 Seht auf und erhebt eure Häupter
22 Nun sei uns willkommen, Herre Christ

### Weihnachten
23 Gelobet seist du, Jesu Christ
24 Vom Himmel hoch da komm ich her
25 Vom Himmel kam der Engel Schar (15. Jh.)
26 Ehre sei Gott in der Höhe (Gebhardi)
27 Lobt Gott, ihr Christen alle gleich
28 Also hat Gott die Welt geliebt
29 Den die Hirten lobeten sehr
30 Es ist ein Ros entsprungen
31 Es ist ein Ros entsprungen (Kanon)
32 Zu Bethlehem geboren
33 Brich an, du schönes Morgenlicht
34 Freuet euch, ihr Christen alle
35 Nun singet und seid froh
36 Fröhlich soll mein Herze springen
37 Ich steh an deiner Krippen hier
38 Wunderbarer Gnadenthron
39 Kommt und lasst uns Christum ehren
40 Dies ist die Nacht, da mir erschienen (Langenöls)
41 Jauchzet, ihr Himmel, frohlocket, ihr Engel (Mauersberger)
42 Dies ist der Tag, den Gott gemacht
43 Ihr Kinderlein, kommet
44 O du fröhliche
45 Herbei, o ihr Gläub’gen
46 Stille Nacht, heilige Nacht
47 Freu dich, Erd und Sternenzelt
48 Kommet, ihr Hirten
49 Der Heiland ist geboren
50 Du Kind, zu dieser heilgen Zeit
51 Also liebt Gott die arge Welt
52 Wisst ihr noch, wie es geschehen?
53 Als die Welt verloren
54 Hört, der Engel helle Lieder
55 O Bethlehem, du kleine Stadt
56 Weil Gott in tiefster Nacht erschienen
57 Uns wird erzählt von Jesus Christ

### Jahreswende
58 Nun lasst uns gehn und treten
59 Das alte Jahr vergangen ist
60 Freut euch, ihr lieben Christen all
61 Hilf, Herr Jesu, lass gelingen
62 Jesus soll die Losung sein
63 Das Jahr geht still zu Ende
64 Der du die Zeit in Händen hast
65 Von guten Mächten treu und still umgeben

### Epiphanias
66 Jesus ist kommen, Grund ewiger Freude
67 Herr Christ, der einig Gotts Sohn
68 O lieber Herre Jesu Christ
69 Der Morgenstern ist aufgedrungen
70 Wie schön leuchtet der Morgenstern
71 O König aller Ehren
72 O Jesu Christe, wahres Licht
73 Auf, Seele, auf und säume nicht
74 Du Morgenstern, du Licht vom Licht

### Passion

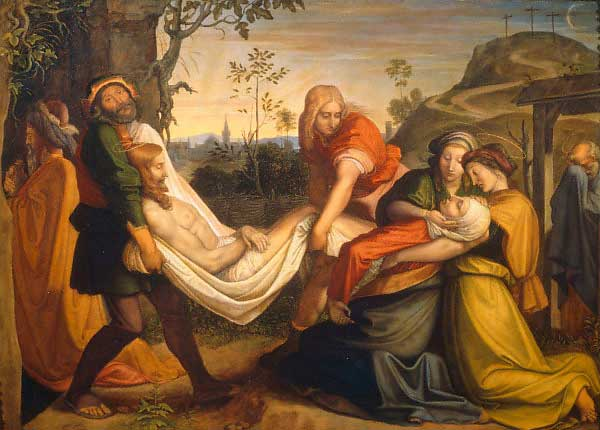
Mit der Grablegung kommen die biblischen Berichte über die Passion Jesu zum Abschluss. Das Gemälde aus dem 19. Jahrhundert stammt von Peter von Cornelius.

75 Ehre sei dir, Christe
76 O Mensch, bewein dein Sünde groß
77 Christus, der uns selig macht
78 Jesu Kreuz, Leiden und Pein
79 Wir danken dir, Herr Jesu Christ, dass du für uns gestorben
80 O Traurigkeit, o Herzeleid!
81 Herzliebster Jesu, was hast du verbrochen
82 Wenn meine Sünd’ mich kränken
83 Ein Lämmlein geht und trägt die Schuld
84 O Welt, sieh hier dein Leben
85 O Haupt voll Blut und Wunden
86 Jesu, meines Lebens Leben
87 Du großer Schmerzensmann
88 Jesu, deine Passion will ich jetzt bedenken (Vulpius)
89 Herr Jesu, deine Angst und Pein
90 Ich grüße dich am Kreuzesstamm
91 Herr, stärke mich, dein Leiden zu bedenken
92 Christe, du Schöpfer aller Welt
93 Nun gehören unsre Herzen
94 Das Kreuz ist aufgerichtet
95 Seht hin, er ist allein im Garten
96 Du schöner Lebensbaum
97 Holz auf Jesu Schulter
98 Korn, das in die Erde

### Ostern

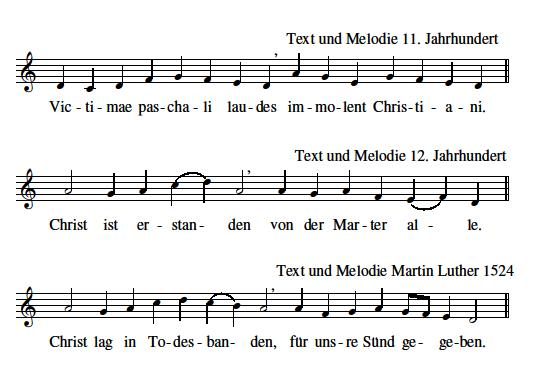
Melodieanfänge von Victimae paschali laudes, Christ ist erstanden und Christ lag in Todes Banden

99 Christ ist erstanden
100 Wir wollen alle fröhlich sein
101 Christ lag in Todesbanden
102 Jesus Christus, unser Heiland, der den Tod überwand
103 Gelobt sei Gott im höchsten Thron
104 Singen wir heut mit einem Mund
105 Erstanden ist der heilig Christ
106 Erschienen ist der herrlich Tag
107 Wir danken dir, Herr Jesu Christ, dass du vom Tod erstanden
108 Mit Freuden zart zu dieser Fahrt
109 Heut triumphieret Gottes Sohn
110 Die ganze Welt, Herr Jesu Christ
111 Frühmorgens, da die Sonn aufgeht
112 Auf, auf, mein Herz, mit Freuden
113 O Tod, wo ist dein Stachel nun?
114 Wach auf, mein Herz, die Nacht ist hin
115 Jesus lebt, mit ihm auch ich
116 Er ist erstanden, Halleluja
117 Der schöne Ostertag
118 Der Herr ist auferstanden (Marx)

### Himmelfahrt
119 Gen Himmel aufgefahren ist
120 Christ fuhr gen Himmel
121 Wir danken dir, Herr Jesu Christ, dass du gen Himmel g’fahren
122 Auf Christi Himmelfahrt allein
123 Jesus Christus herrscht als König

### Pfingsten
124 Nun bitten wir den Heiligen Geist
125 Komm, Heiliger Geist, Herre Gott
126 Komm, Gott Schöpfer, Heiliger Geist
127 Jauchz, Erd, und Himmel, juble hell
128 Heilger Geist, du Tröster mein
129 Freut euch, ihr Christen alle, Gott schenkt uns seinen Sohn
130 O Heilger Geist, kehr bei uns ein
131 O heiliger Geist, o heiliger Gott
132 Ihr werdet die Kraft des heiligen Geistes empfangen
133 Zieh ein zu deinen Toren
134 Komm, o komm, du Geist des Lebens
135 Schmückt das Fest mit Maien (Witt)
136 O komm, du Geist der Wahrheit
137 Geist des Glaubens

### Trinitatis
138 Gott der Vater steh uns bei
139 Gelobet sei der Herr, mein Gott
140 Brunn alles Heils, dich ehren wir

### Besondere Tage

#### Johannestag
141 Wir wollen singn ein’ Lobgesang

#### Michaelistag
142 Gott, aller Schöpfung
143 Heut singt die liebe Christenheit

#### Bußtag
144 Aus tiefer Not lasst uns zu Gott
145 Wach auf, wach auf, du deutsches Land
146 Nimm von uns, Herr, du treuer Gott

### Ende des Kirchenjahres
147 Wachet auf, ruft uns die Stimme
148 Herzlich tut mich erfreuen
149 Es ist gewisslich an der Zeit
150 Jerusalem, du hochgebaute Stadt
151 Ermuntert euch, ihr Frommen (Wittenberg)
152 Wir warten dein, o Gottes Sohn
153 Der Himmel, der ist, ist nicht der Himmel, der kommt
154 Herr, mach uns stark

## Gottesdienst

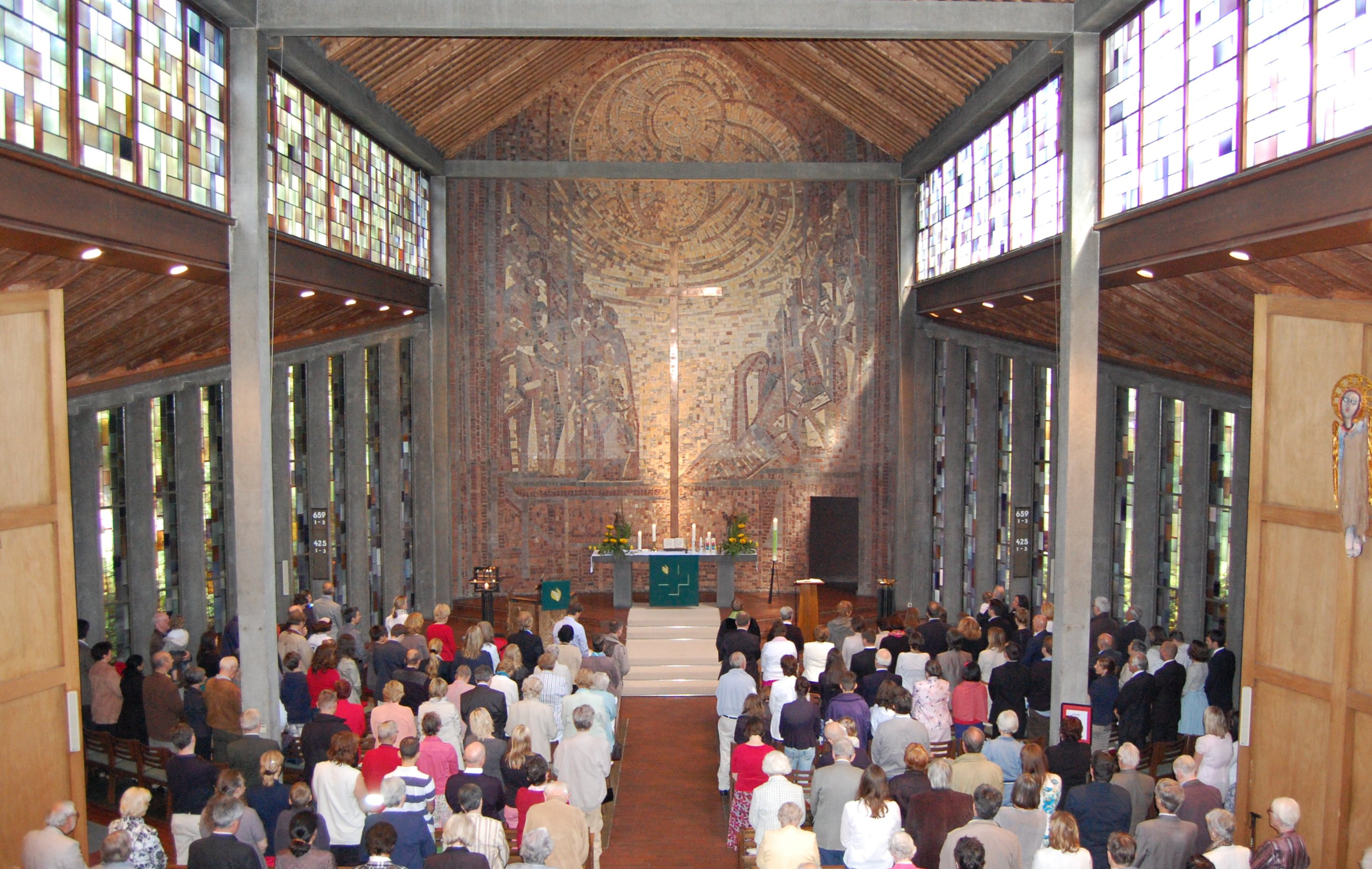
Sonntagsgottesdienst in einer evangelischen Kirche

### Eingang und Ausgang
155 Herr Jesu Christ, dich zu uns wend
156 Komm, Heiliger Geist, erfüll die Herzen
157 Lass mich dein sein und bleiben
158 O Christe, Morgensterne
159 Fröhlich wir nun all fangen an
160 Gott Vater, dir sei Dank gesagt
161 Liebster Jesu, wir sind hier, dich und dein Wort anzuhören
162 Gott Lob, der Sonntag kommt herbei
163 Unsern Ausgang segne Gott
164 Jesu, stärke deine Kinder
165 Gott ist gegenwärtig
166 Tut mir auf die schöne Pforte
167 Wir wollen fröhlich singen Gott
168 Du hast uns, Herr, gerufen
169 Der Gottesdienst soll fröhlich sein
170 Komm, Herr, segne uns
171 Bewahre uns, Gott
172 Sende dein Licht
173 Der Herr behüte deinen Ausgang und Eingang
174 Es segne und behüte uns Gott
175 Ausgang und Eingang
176 Öffne meine Augen

### LiturgischeGesänge

#### Ehre sei dem Vater (Gloria Patri)
177.1 Ehr sei dem Vater (Soest)
177.2 Ehr sei dem Vater (Bayern)
177.3 Ehr sei dem Vater (Wiese)

#### Herr, erbarme dich (Kyrie)

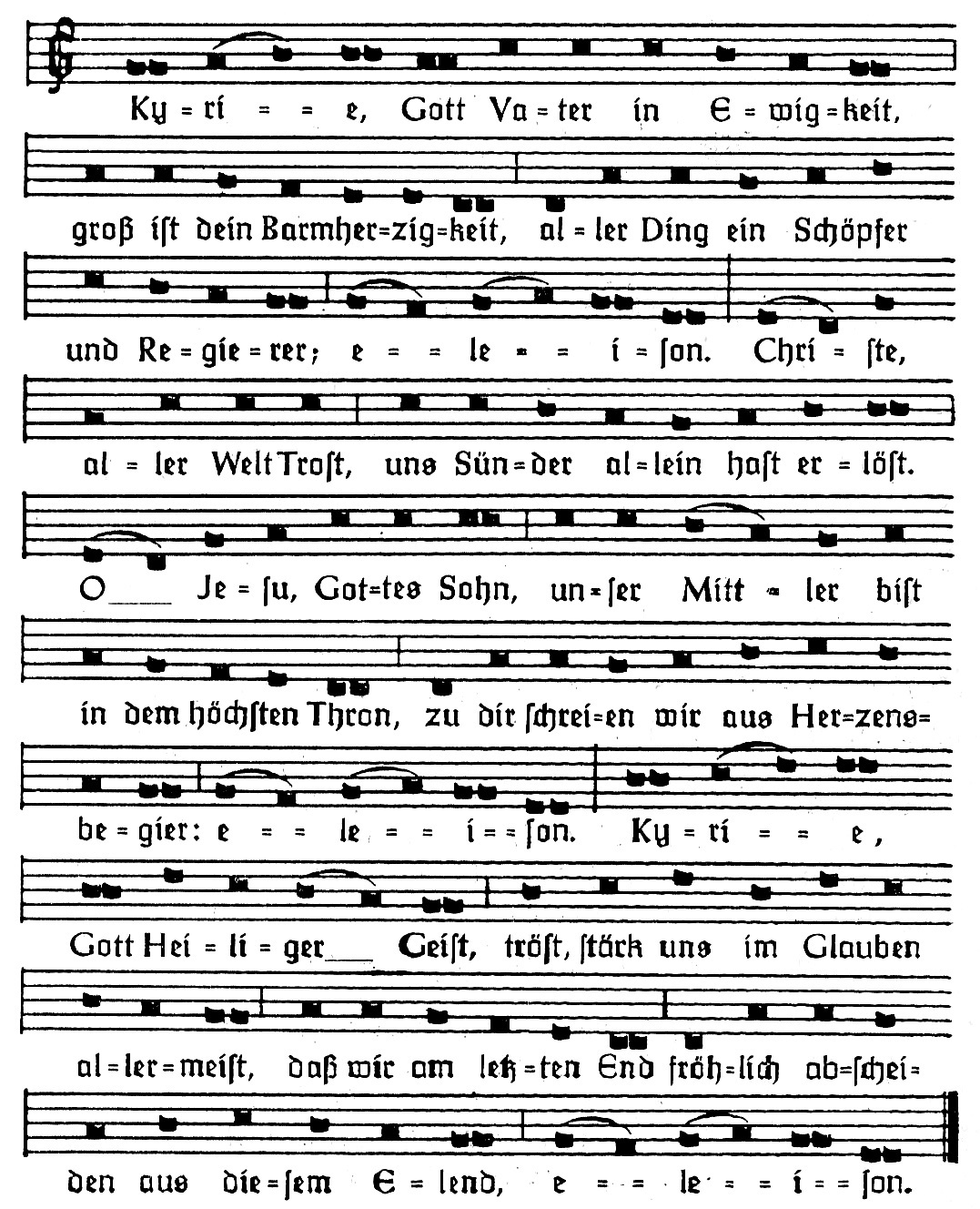
Kyrie, Gott Vater in Ewigkeit

178.1 Kyrie eleison (Gregorianisch)
178.2 Kyrie eleison (Straßburg)
178.3 Kyrie eleison (Luther 1526)
178.4 Kyrie, Gott Vater in Ewigkeit
178.5 Herr, erbarme dich (Rohr)
178.6 Tau aus Himmelshöhn
178.7 Der am Kreuze starb
178.8 Send uns deine Geist
178.9 Kyrie eleison (Ukraine)
178.10 Herr, erbarme dich (Seuffert)
178.11 Herr, erbarme dich (Janssens)
178.12 Kyrie eleison (Taizé 1)
178.13 Kyrie eleison (Weiss)
178.14 Kyrie eleison (Beuerle)

#### Ehre sei Gott in der Höhe (Gloria)
179 Allein Gott in der Höh sei Ehr
180.1 Ehre sei Gott in der Höhe (Straßburg)
180.2 Gott in der Höh sei Preis und Ehr
180.3 Ehre sei Gott in der Höhe (Schweden)
180.4 Allein Gott in der Höh sei Ehr (Kanon)

#### Lobrufe
181.1 Halleluja (Gregorianisch)
181.2 Halleluja (Gregorianisch)
181.3 Halleluja (Gregorianisch)
181.4 Halleluja (Orthodox)
181.5 Halleluja (Maraire)
181.6 Laudate omnes gentes
181.7 Jubilate Deo (Praetorius)
181.8 Halleluja (mündl. überliefert)
182 Halleluja: Suchet zuerst Gottes Reich

#### Glaubensbekenntnis (Credo)
183 Wir glauben all an einen Gott
184 Wir glauben Gott im höchsten Thron

#### Heilig, Heilig, Heilig (Sanctus)
185.1 Heilig, heilig, heilig (Neuenrade)
185.2 Heilig, heilig, heilig (Gregorianisch)
185.3 Heilig, heilig, heilig (Steinau)
185.4 Agios o Theos
185.5 Sanctus (Kanon)

#### Vater unser

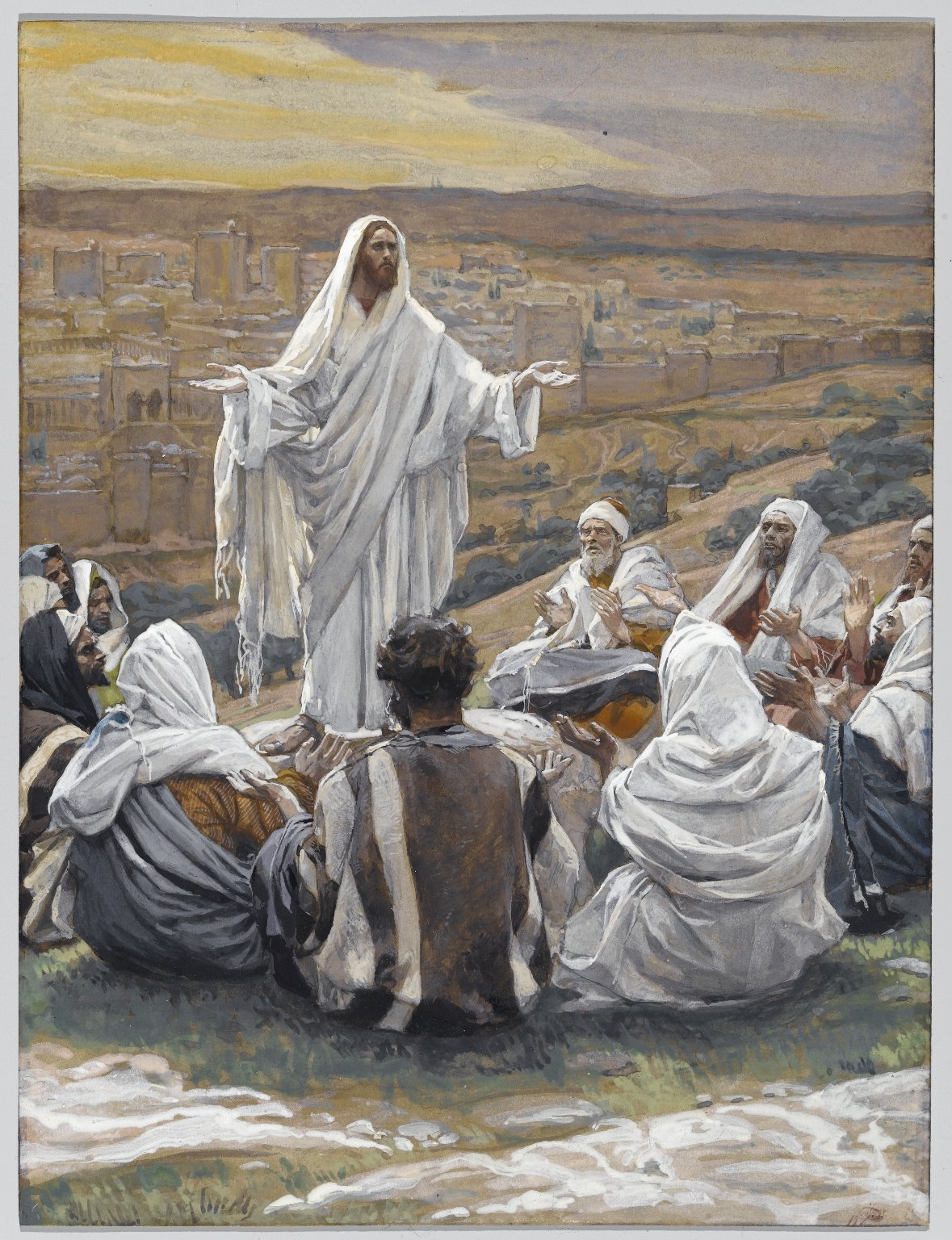
Jesus lehrt das Vaterunser (künstlerische Darstellung des 19. Jahrhunderts)

186 Vater unser (Gregorianische Melodie)
187 Vater unser (Frankfurt/Main)
188 Vater unser, Vater im Himmel

#### Nach denEinsetzungsworten
189 Geheimnis des Glaubens (Syrien)

#### Lamm Gottes (Agnus Dei)
190.1 O Lamm Gottes, unschuldig
190.2 Christe, du Lamm Gottes
190.3 Lamm Gottes, du nimmst hinweg
190.4 Siehe, das ist Gottes Lamm (Schweizer)

#### Te Deum
191 Herr Gott, dich loben wir

#### Litanei
192 Kyrie eleison (Luther 1528)

### Wort Gottes
193 Erhalt uns, Herr, bei deinem Wort
194 O Gott, du höchster Gnadenhort
195 Allein auf Gottes Wort
196 Herr, für dein Wort sei hoch gepreist
197 Herr, öffne mir die Herzenstür
198 Herr, dein Wort, die edle Gabe (Halle)
199 Gott hat das erste Wort

### TaufeundKonfirmation
200 Ich bin getauft auf deinen Namen
201 Gehet hin in alle Welt
202 Christ, unser Herr, zum Jordan kam
203 Ach lieber Herre Jesu Christ (Königsberg)
204 Herr Christ, dein bin ich eigen
205 Gott Vater, höre unsre Bitt
206 Liebster Jesu, wir sind hier, deinem Worte nachzuleben
207 Nun schreib ins Buch des Lebens
208 Gott Vater, du hast deinen Namen
209 Ich möcht’, dass einer mit mir geht
210 Du hast mich, Herr, zu dir gerufen
211 Gott, der du alles Leben schufst
212 Voller Freude über dieses Wunder

### Abendmahl

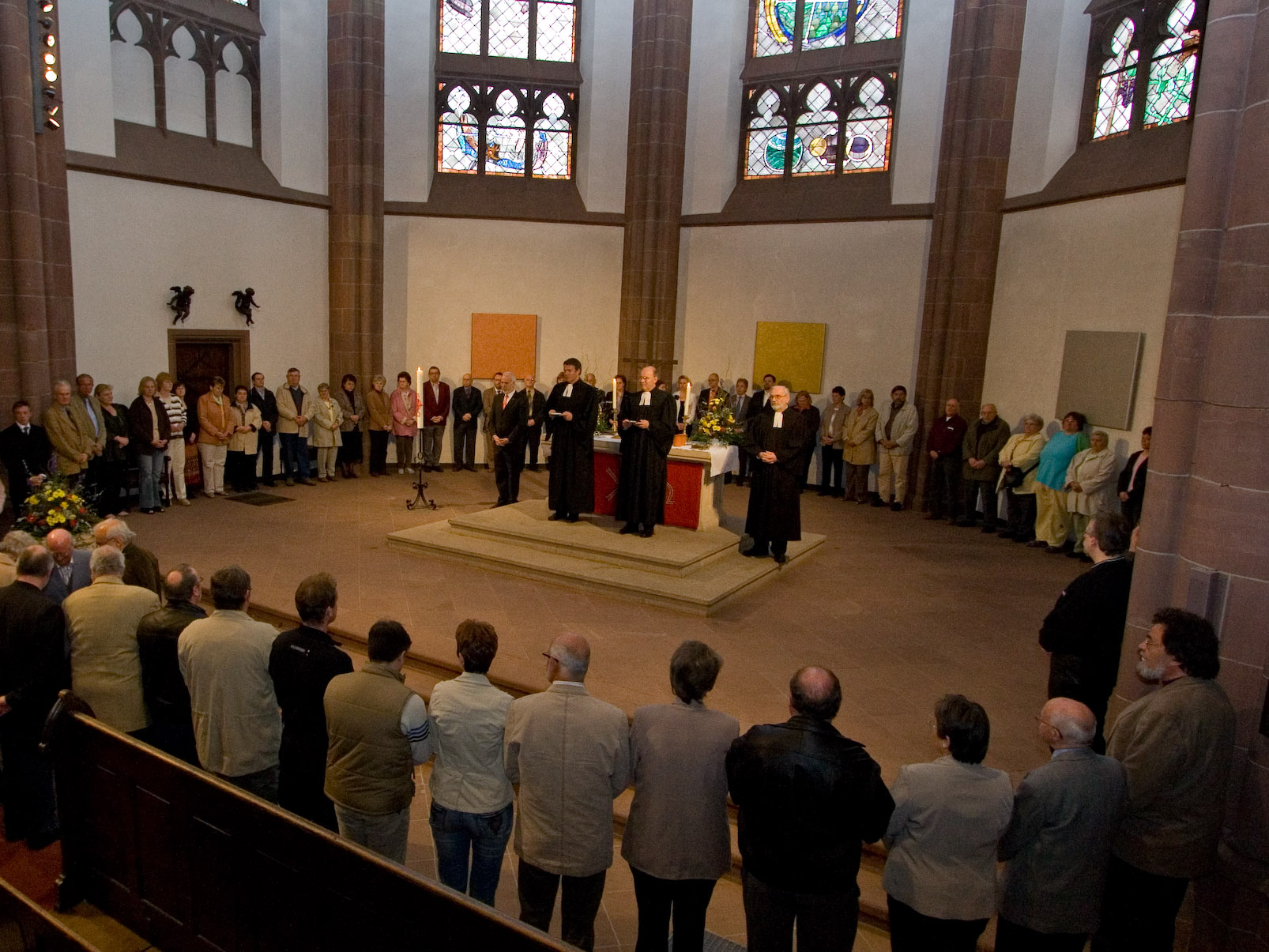
Abendmahlsfeier in einer evangelischen Kirche

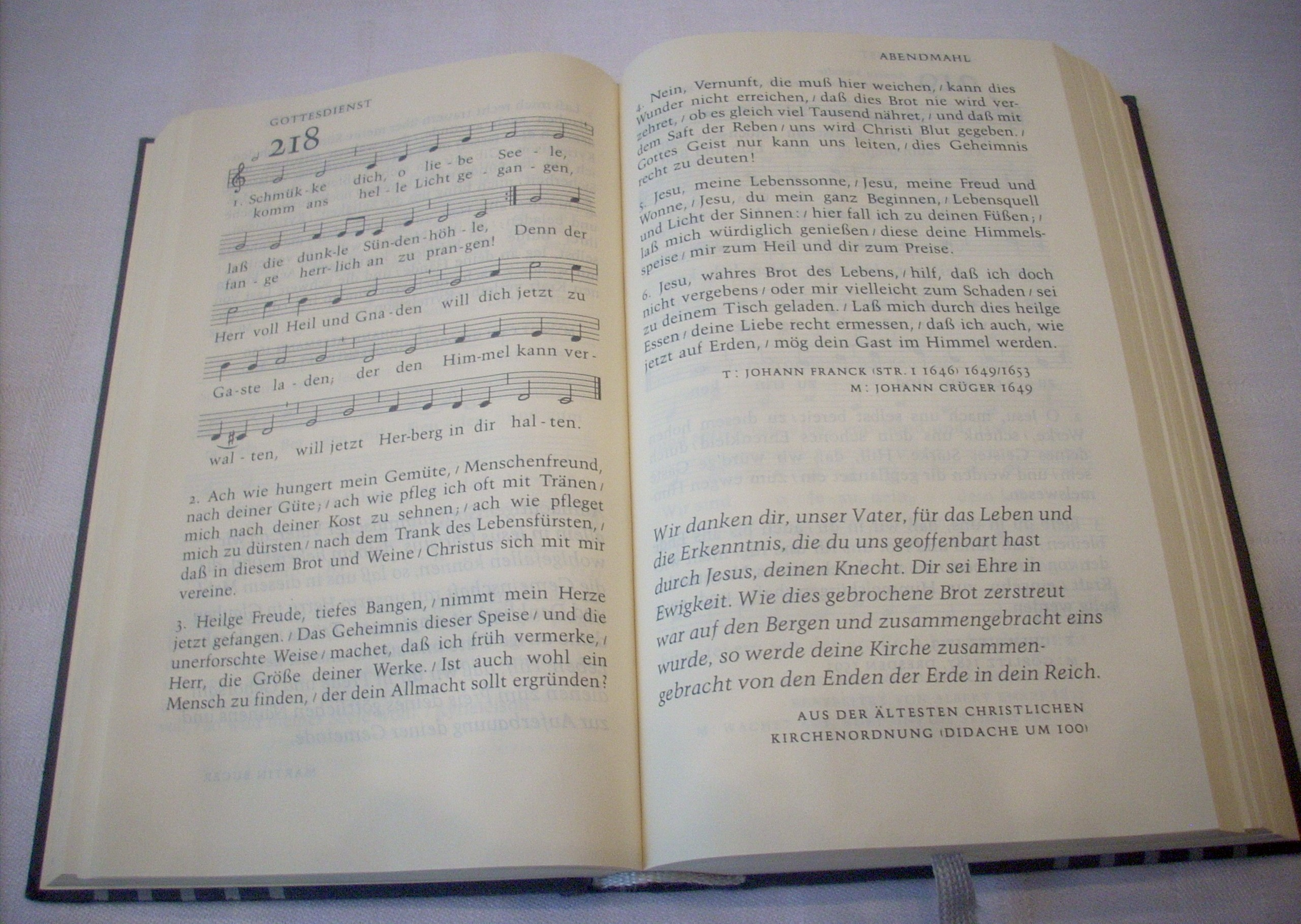
Evangelisches Gesangbuch, aufgeschlagen bei Nr. 218

213 Kommt her, ihr seid geladen
214 Gott sei gelobet und gebenedeiet
215 Jesus Christus, unser Heiland, der von uns den Gotteszorn wandt
216 Du hast uns Leib und Seel gespeist
217 Herr Jesu Christe, mein getreuer Hirte
218 Schmücke dich, o liebe Seele
219 Herr Jesu Christ, du höchstes Gut ... wir kommen, deinen Lei
220 Herr, du wollest uns bereiten
221 Das sollt ihr, Jesu Jünger, nie vergessen
222 Im Frieden dein, o Herre mein
223 Das Wort geht von dem Vater aus
224 Du hast zu deinem Abendmahl (Veigel)
225 Komm, sag es allen weiter
226 Seht, das Brot, das wir hier teilen
227 Dank sei dir, Vater, für das ewge Leben
228 Er ist das Brot, er ist der Wein (Schwarz)
229 Kommt mit Gaben und Lobgesang

### Beichte
230 Schaffe in mir, Gott
231 Dies sind die heilgen zehn Gebot
232 Allein zu dir, Herr Jesu Christ
233 Ach Gott und Herr, wie groß und schwer
234 So wahr ich lebe, spricht dein Gott
235 O Herr, nimm unsre Schuld
236 Ohren gabst du mir (Petzold)
237 Und suchst du meine Sünde

### Trauung

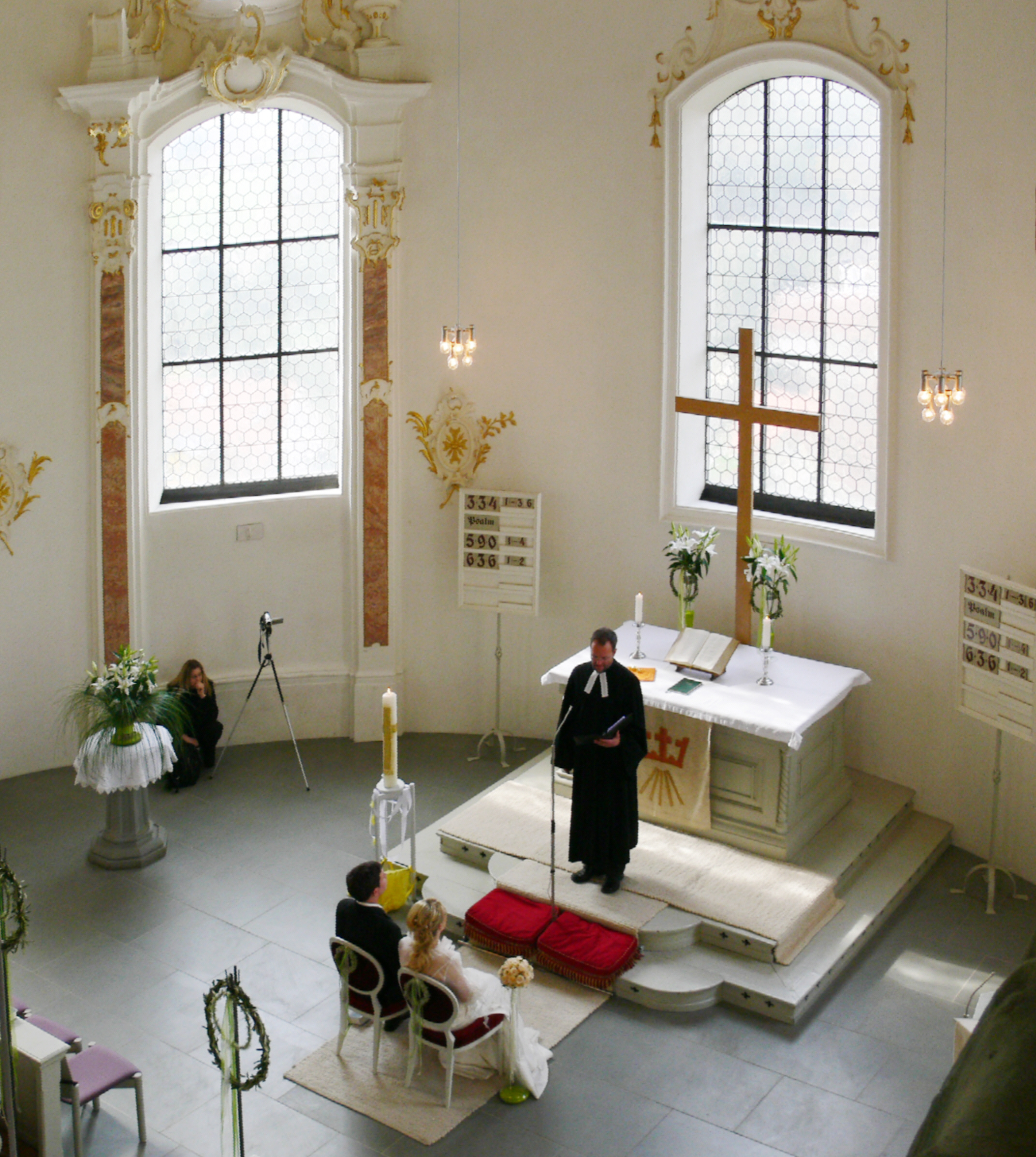
Trauung in einer evangelischen Kirche

238 Herr, vor dein Antlitz treten zwei
239 Freuet euch im Herren
240 Du hast uns, Herr, in dir verbunden

### Sammlung und Sendung
241 Wach auf, du Geist der ersten Zeugen
242 Herr, nun selbst den Wagen halt
243 Lob Gott getrost mit Singen
244 Wach auf, wach auf, ’s ist hohe Zeit
245 Preis, Lob und Dank sei Gott dem Herren
246 Ach bleib bei uns, Herr Jesu Christ
247 Herr, unser Gott, lass nicht zuschanden werden
248 Treuer Wächter Israel’
249 Verzage nicht, du Häuflein klein
250 Ich lobe dich von ganzer Seelen
251 Herz und Herz vereint zusammen
252 Jesu, der du bist alleine Haupt und König
253 Ich glaube, dass die Heiligen
254 Wir wolln uns gerne wagen
255 O dass doch bald dein Feuer brennte
256 Einer ist’s, an dem wir hangen
257 Der du in Todesnächten erkämpft das Heil der Welt
258 Zieht in Frieden eure Pfade
259 Kommt her, des Königs Aufgebot
260 Gleich wie mich mein Vater gesandt hat
261 Herr, wohin sollen wir gehen

### Ökumene
262 Sonne der Gerechtigkeit
263 Sonne der Gerechtigkeit
264 Die Kirche steht gegründet
265 Nun singe Lob, du Christenheit
266 Der Tag, mein Gott, ist nun vergangen
267 Herr, du hast darum gebetet
268 Strahlen brechen viele aus einem Licht
269 Christus ist König

## BiblischeGesänge

### Psalmenund Lobgesänge
270 Herr, unser Herrscher
271 Wie herrlich gibst du, Herr
272 Ich lobe meinen Gott von ganzem Herzen
273 Ach Gott vom Himmel sieh darein
274 Der Herr ist mein getreuer Hirt
275 In dich hab ich gehoffet, Herr
276 Ich will, solang ich lebe
277 Herr, deine Güte reicht, so weit der Himmel ist (Beuerle)
278 Wie der Hirsch lechzt nach frischem Wasser
279 Jauchzt, alle Lande, Gott zu Ehren
280 Es wolle Gott uns gnädig sein
281 Erhebet er sich, unser Gott
282 Wie lieblich schön, Herr Zebaoth
283 Herr, der du vormals hast dein Land
284 Das ist köstlich, dir zu sagen Lob und Preis!
285 Das ist ein köstlich Ding
286 Singt, singt dem Herren neue Lieder
287 Singet dem Herrn ein neues Lied, denn er tut Wunder
288 Nun jauchzt dem Herren, alle Welt
289 Nun lob, mein Seel, den Herren
290 Nun danket Gott, erhebt und preiset
291 Ich will dir danken, Herr
292 Das ist mir lieb
293 Lobt Gott den Herrn, ihr Heiden all
294 Nun saget Dank
295 Wohl denen, die da wandeln
296 Ich heb mein Augen sehnlich auf
297 Wo Gott der Herr nicht bei uns hält
298 Wenn der Herr
299 Aus tiefer Not schrei ich zu dir
300 Lobt Gott, den Herrn der Herrlichkeit
301 Danket Gott, denn er ist gut
302 Du meine Seele, singe
303 Lobe den Herren, o meine Seele!
304 Lobet den Herren, denn er ist sehr freundlich
305 Singt das Lied der Freude (Hechtenberg)
306 Singt das Lied der Freude (Bietz)
307 Gedenk an uns, o Herr
308 Mein Seel, o Herr, muss loben dich
309 Hoch hebt den Herrn
310 Meine Seele erhebt den Herren (Ruppel)

### Biblische Erzähllieder
311 Abraham, Abraham, verlass dein Land
312 Kam einst zum Ufer
313 Jesus, der zu den Fischern lief
314 Jesus zieht in Jerusalem ein
315 Ich will zu meinem Vater

## Glaube – Liebe – Hoffnung

### Loben und Danken
316 Lobe den Herren, den mächtigen König der Ehren (Ökumenische Textfassung)
317 Lobe den Herren, den mächtigen König der Ehren
318 O gläubig Herz, gebenedei
319 Die beste Zeit im Jahr ist mein
320 Nun lasst uns Gott dem Herren
321 Nun danket alle Gott
322 Nun danket all und bringet Ehr
323 Man lobt dich in der Stille
324 Ich singe dir mit Herz und Mund
325 Sollt ich meinem Gott nicht singen?
326 Sei Lob und Ehr dem höchsten Gut
327 Wunderbarer König, Herrscher von uns allen
328 Dir, dir, o Höchster, will ich singen
329 Bis hierher hat mich Gott gebracht
330 O dass ich tausend Zungen hätte
331 Großer Gott, wir loben dich
332 Lobt froh den Herrn
333 Danket dem Herrn! Wir danken dem Herrn
334 Danke für diesen guten Morgen
335 Ich will den Herrn loben allezeit
336 Danket, danket dem Herrn
337 Lobet und preiset, ihr Völker, den Herrn
338 Alte mit den Jungen
339 Mein Herz ist bereit, Gott
340 Ich will dem Herrn singen mein Leben lang

### Rechtfertigungund Zuversicht
341 Nun freut euch, lieben Christen g’mein
342 Es ist das Heil uns kommen her
343 Ich ruf zu dir, Herr Jesu Christ
344 Vater unser im Himmelreich 
345 Auf meinen lieben Gott trau ich
346 Such, wer da will, ein ander Ziel
347 Ach bleib mit deiner Gnade
348 Gott verspricht: Ich will dich segnen
349 Ich freu mich in dem Herren
350 Christi Blut und Gerechtigkeit
351 Ist Gott für mich, so trete gleich alles wider mich
352 Alles ist an Gottes Segen
353 Jesus nimmt die Sünder an
354 Ich habe nun den Grund gefunden
355 Mir ist Erbarmung widerfahren
356 Es ist in keinem andern Heil
357 Ich weiß, woran ich glaube
358 Es kennt der Herr die Seinen
359 In dem Herren freuet euch
360 Die ganze Welt hast du uns überlassen

### Angst und Vertrauen
361 Befiehl du deine Wege
362 Ein feste Burg ist unser Gott
363 Kommt her zu mir, spricht Gottes Sohn
364 Was mein Gott will, gescheh allzeit
365 Von Gott will ich nicht lassen
366 Wenn wir in höchsten Nöten sein
367 Herr, wie du willst, so schick’s mit mir
368 In allen meinen Taten
369 Wer nur den lieben Gott lässt walten
370 Warum sollt ich mich denn grämen
371 Gib dich zufrieden
372 Was Gott tut, das ist wohlgetan
373 Jesu, hilf siegen
374 Ich steh in meines Herren Hand
375 Dass Jesus siegt, bleibt ewig ausgemacht
376 So nimm denn meine Hände
377 Zieh an die Macht
378 Es mag sein, dass alles fällt
379 Gott wohnt in einem Lichte
380 Ja, ich will euch tragen
381 Gott, mein Gott, warum hast du mich verlassen
382 Ich steh vor dir mit leeren Händen, Herr
383 Herr, du hast mich angerührt

### Umkehr und Nachfolge
384 Lasset uns mit Jesus ziehen
385 Mir nach, spricht Christus, unser Held
386 Eins ist not! Ach Herr, dies Eine
387 Mache dich, mein Geist, bereit
388 O Durchbrecher aller Bande
389 Ein reines Herz, Herr, schaff in mir
390 Erneure mich, o ewigs Licht
391 Jesu, geh voran auf der Lebensbahn
392 Gott rufet noch. Sollt ich nicht endlich hören?
393 Kommt, Kinder, lasst uns gehen
394 Nun aufwärts froh den Blick gewandt
395 Vertraut den neuen Wegen

### Geborgen in Gottes Liebe
396 Jesu, meine Freude
397 Herzlich lieb hab ich dich, o Herr
398 In dir ist Freude in allem Leide
399 O Lebensbrünnlein tief und groß
400 Ich will dich lieben, meine Stärke
401 Liebe, die du mich zum Bilde deiner Gottheit hast gemacht
402 Meinen Jesus lass ich nicht
403 Schönster Herr Jesu
404 Herr Jesu, Gnadensonne
405 Halt im Gedächtnis Jesus Christ
406 Bei dir, Jesu, will ich bleiben
407 Stern, auf den ich schaue
408 Meinem Gott gehört die Welt
409 Gott liebt diese Welt
410 Christus, das Licht der Welt
411 Gott, weil er groß ist

### Nächsten-undFeindesliebe
412 So jemand spricht: Ich liebe Gott
413 Ein wahrer Glaube Gotts Zorn stillt
414 Lass mich, o Herr, in allen Dingen
415 Liebe, du ans Kreuz für uns erhöhte
416 O Herr, mach mich zu einem Werkzeug deines Friedens
417 Lass die Wurzel unsers Handelns
418 Brich dem Hungrigen dein Brot
419 Hilf, Herr meines Lebens
420 Brich mit den Hungrigen dein Brot

### Erhaltung der Schöpfung, Frieden und Gerechtigkeit
421 Verleih uns Frieden gnädiglich
422 Du Friedefürst, Herr Jesu Christ
423 Herr, höre, Herr, erhöre
424 Deine Hände, großer Gott
425 Gib uns Frieden jeden Tag
426 Es wird sein in den letzten Tagen
427 Solang es Menschen gibt auf Erden
428 Komm in unsre stolze Welt
429 Lobt und preist die herrlichen Taten
430 Gib Frieden, Herr
431 Gott, unser Ursprung, Herr des Raums
432 Gott gab uns Atem (Baltruweit)
433 Hevenu shalom alechem
434 Shalom chaverim
435 Dona nobis pacem (unbekannt)
436 Herr, gib uns deinen Frieden

### Morgen

Sonnenaufgang

437 Die helle Sonn leucht’ jetzt herfür
438 Der Tag bricht an und zeiget sich
439 Es geht daher des Tages Schein
440 All Morgen ist ganz frisch und neu
441 Du höchstes Licht, du ewger Schein
442 Steht auf, ihr lieben Kinderlein
443 Aus meines Herzens Grunde
444 Die güldene Sonne bringt Leben und Wonne
445 Gott des Himmels und der Erden
446 Wach auf, mein Herz, und singe
447 Lobet den Herren alle, die ihn ehren
448 Lobet den Herren alle, die ihn ehren (Kanon nach Nr. 447)
449 Die güldne Sonne voll Freud und Wonne
450 Morgenglanz der Ewigkeit
451 Mein erst Gefühl sei Preis und Dank
452 Er weckt mich alle Morgen
453 Schon bricht des Tages Glanz hervor
454 Auf, und macht die Herzen weit
455 Morgenlicht leuchtet
456 Vom Aufgang der Sonne

### Mittag und tägliches Brot
457 Der Tag ist seiner Höhe nah
458 Wir danken Gott für seine Gaben (Davantes)
459 Die Sonn hoch an dem Himmel steht
460 Lobet den Herrn und dankt ihm seine Gaben
461 Aller Augen warten auf dich
462 Wir danken dir, Herr Jesu Christ, dass du unser Gast gewesen
463 Alle guten Gaben
464 Herr, gib uns unser täglich Brot
465 Komm, Herr Jesu, sei du unser Gast
466 Segne, Herr, was deine Hand

### Abend
467 Hinunter ist der Sonne Schein
468 Ach lieber Herre Jesu Christ (Straßburg)
469 Christe, du bist der helle Tag
470 Der du bist drei in Einigkeit
471 Die Nacht ist kommen, drin wir ruhen sollen
472 Der Tag hat sich geneiget
473 Mein schönste Zier und Kleinod bist
474 Mit meinem Gott geh ich zur Ruh
475 Werde munter, mein Gemüte
476 Die Sonn hat sich mit ihrem Glanz gewendet
477 Nun ruhen alle Wälder
478 Nun sich der Tag geendet hat und keine Sonn mehr scheint
479 Der lieben Sonne Licht und Pracht (Halle)
480 Nun schläfet man
481 Nun sich der Tag geendet, mein Herz sich zu dir wendet
482 Der Mond ist aufgegangen
483 Herr, bleibe bei uns (Thate)
484 Müde bin ich, geh zur Ruh
485 Du Schöpfer aller Wesen
486 Ich liege, Herr, in deiner Hut
487 Abend ward, bald kommt die Nacht
488 Bleib bei mir, Herr!
489 Gehe ein in deinen Frieden
490 Der Tag ist um, die Nacht kehrt wieder
491 Bevor die Sonne sinkt
492 Ruhet von des Tages Müh (Hesekiel)
493 Eine ruhige Nacht und ein seliges Ende

### Arbeit
494 In Gottes Namen fang ich an
495 O Gott, du frommer Gott
496 Lass dich, Herr Jesu Christ
497 Ich weiß, mein Gott, dass all mein Tun

### Auf Reisen
498 In Gottes Namen fahren wir

### Natur und Jahreszeiten
499 Erd und Himmel sollen singen
500 Lobt Gott in allen Landen
501 Wie lieblich ist der Maien
502 Nun preiset alle Gottes Barmherzigkeit!
503 Geh aus, mein Herz, und suche Freud
504 Himmel, Erde, Luft und Meer
505 Die Ernt ist nun zu Ende
506 Wenn ich, o Schöpfer, deine Macht
507 Himmels Au, licht und blau
508 Wir pflügen und wir streuen
509 Kein Tierlein ist auf Erden dir
510 Freuet euch der schönen Erde
511 Weißt du, wieviel Sternlein stehen
512 Herr, die Erde ist gesegnet
513 Das Feld ist weiß; vor ihrem Schöpfer neigen
514 Gottes Geschöpfe, kommt zuhauf
515 Laudato si

### Sterben undewiges Leben, Bestattung

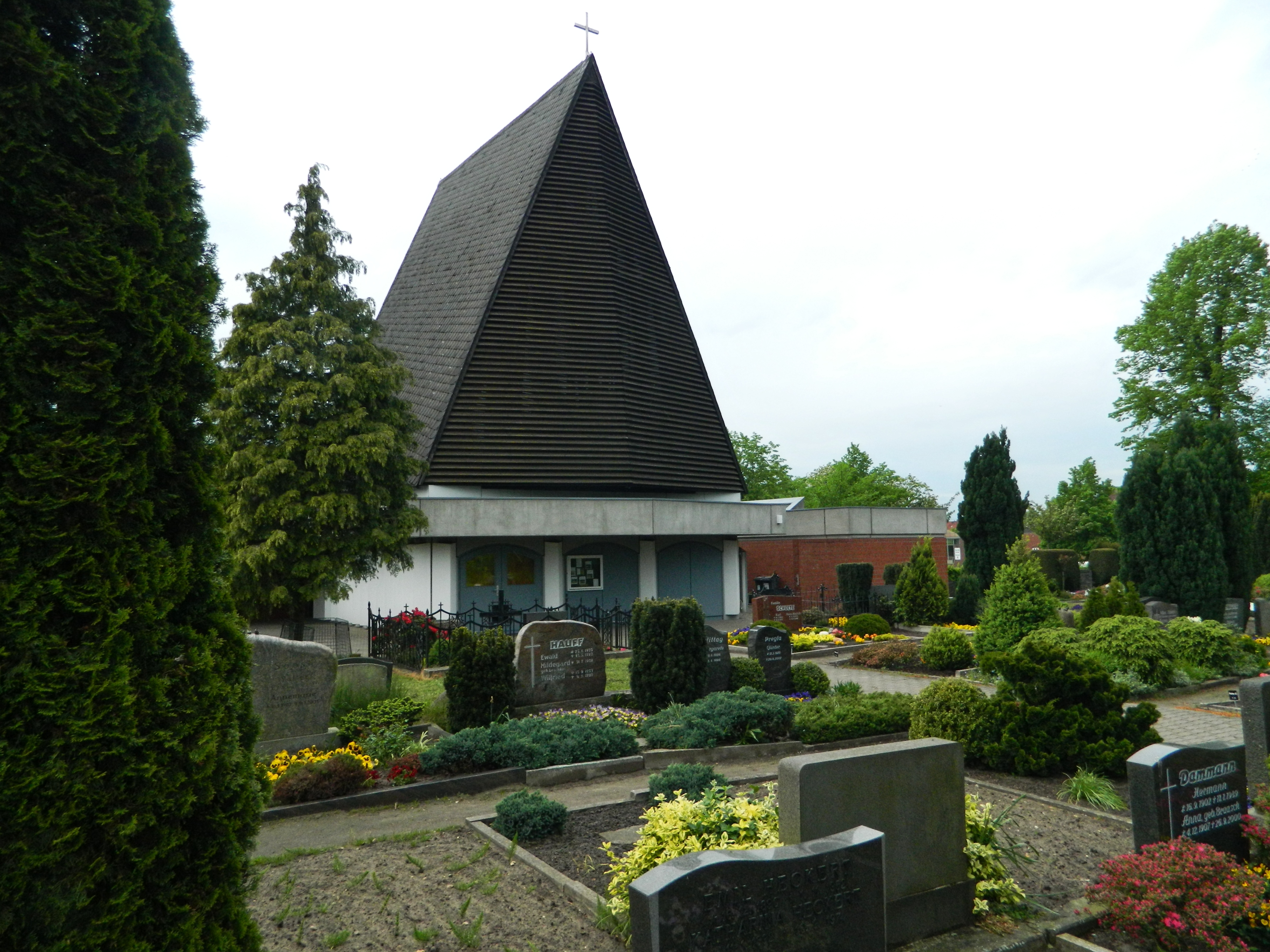
Evangelisch-lutherischer Friedhof mit Friedhofskapelle

516 Christus, der ist mein Leben
517 Ich wollt, dass ich daheime wär
518 Mitten wir im Leben sind mit dem Tod umfangen
519 Mit Fried und Freud ich fahr dahin
520 Nun legen wir den Leib
521 O Welt, ich muss dich lassen
522 Wenn mein Stündlein vorhanden ist
523 Valet will ich dir geben
524 Freu dich sehr, o meine Seele
525 Mach’s mit mir, Gott, nach deiner Güt
526 Jesus, meine Zuversicht
527 Die Herrlichkeit der Erden
528 Ach wie flüchtig, ach wie nichtig
529 Ich bin ein Gast auf Erden
530 Wer weiß, wie nahe mir mein Ende
531 Noch kann ich es nicht fassen
532 Nun sich das Herz von allem löste
533 Du kannst nicht tiefer fallen
534 Herr, lehre uns, dass wir sterben müssen
535 Gloria sei dir gesungen

## Regionalteile

### Baden, Elsass und Lothringen

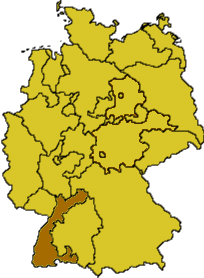
Kirchengebiet der Evangelischen Kirche in Baden

Elsaß-Lothringen, Gebiet von 1871–1918

541 Nun kommt das neue Kirchenjahr
542 Auf, auf, ihr Christen alle
543 Warum willst du draußen stehen
544 Sieh, dein König kommt zu dir
545 Mache dich auf und werde licht
546 Der Tag, der ist so freudenreich
547 Die Herrlichkeit des Herrn bleibe ewiglich
548 Freut euch, ihr lieben Christen
549 Wir singen dir, Immanuel
550 Immanuel! Der Herr ist hier
551 Stern über Bethlehem, zeig uns den Weg
552 Helft mir Gotts Güte preisen
553 Werde licht, du Stadt der Heiden
554 Licht, das in die Welt gekommen
555 Weise mir, Herr, deinen Weg
556 Seele, mach dich heilig auf
557 Eines wünsch ich mir vor allem andern
558 Wir singen und verkünden
559 O herrlicher Tag, o fröhliche Zeit
560 In der Welt habt ihr Angst
561 Auferstanden, auferstanden
562 Brich an, du hohes Feste
563 Nun werden die Engel im Himmel singen
564 Christus ist auferstanden
565 Große Leute, kleine Leute
566 Gott ist König, sein ist alle Macht
567 Trachtet nach dem, was droben ist
568 Höchster Tröster, komm hernieder
569 Am hellen Tag kam Jesu Geist
570 Wer sind die vor Gottes Throne
571 Der Herr bricht ein um Mitternacht
572 Halleluja, schöner Morgen
573 Jesu, Seelenfreund der Deinen
574 Eins hätten wir von Herzen gern
575 Zions Stille soll sich breiten
576 O Herr, sei mitten unter uns
577 Wo zwei oder drei in meinem Namen versammelt sind
578 Höchster Gott, wir danken dir
579 Die Gnade unsers Herrn Jesu Christi
580 Segne und behüte
581 Segne uns, o Herr
582 Es sind doch selig alle, die
583 Teures Wort aus Gottes Munde
584 Walte, walte nah und fern
585 Nun geh uns auf, du Morgenstern
586 Es ist ein Wort ergangen
587 Sei Gott getreu, halt seinen Bund
588 O komm, du Geist der Wahrheit
589 Lobt Gott in seinem Heiligtum
590 Ein Kind ist angekommen
591 Kind, du bist uns anvertraut
592 Bau dein Reich in dieser Zeit
593 Geht hin, geht hin in alle Welt
594 Komm mein Herz, in Jesu Leiden
595 Nimm hin den Dank für deine Liebe
596 Alles hast du mir vergeben
597 Dass du mich einstimmen lässt in deinen Jubel
598 Herr, du hast dich gern mit vielen
599 Danket dem Herrn
600 Ich und mein Haus, wir sind bereit
601 Gott, unser Festtag ist gekommen
602 Gott, wir preisen deine Wunder
603 Mit Kraft, Herr, wollst du selbst umgeben
604 Es muss uns doch gelingen
605 Reich des Herrn
606 Die Sach ist dein, Herr Jesu Christ
607 Herr, wir stehen Hand in Hand
608 Ubi caritas et amor
609 Ein Schiff, das sich Gemeinde nennt
610 Herr, wir bitten: Komm und segne uns
611 Freut euch, wir sind Gottes Volk
612 Damit aus Fremden Freunde werden
613 Zwei Ufer, eine Quelle
614 Mein Hirt ist Gott der Herre mein
615 Der Herr ist mein Hirte
616 Freut euch des Herrn, ihr Christen all
617 Kommt herbei, singt dem Herrn
618 Vergiss nicht zu danken dem ewigen Herrn
619 Lobe den Herrn, mein Leben
620 Mein ganzes Herz erhebet dich
621 Alles, was Odem hat, lobe den Herrn
622 Magnificat, magnificat
623 Herr Gott, dich loben wir
624 Ich singe dir mit Herz und Mund
625 Wie groß ist des Allmächtgen Güte
626 Allein Gott in der Höh sei Ehr
627 Singet und spielet dem Herrn
628 Ich lobe meinen Gott, der aus der Tiefe mich holt
629 Sonne und Mond, Wasser und Wind
630 Vater unser im Himmel
631 Jesu, meiner Seele Leben
632 Geht hin, ihr gläubigen Gedanken
633 Alle Knospen springen auf
634 Weicht, ihr Berge, fallt, ihr Hügel
635 All Morgen ist ganz frisch und neu
636 Ach lass mich weise werden
637 Gott ist getreu
638 Fortgekämpft und fortgerungen
639 Gott, mein Trost und mein Vertrauen
640 Harre, meine Seele
641 Weiß ich den Weg auch nicht
642 Manchmal kennen wir Gottes Willen
643 Fürchte dich nicht
644 Meine Zeit steht in deinen Händen
645 Wenn die Last der Welt dir zu schaffen macht
646 Wag’s und sei doch, was du in Christus bist
647 Ich rede, wenn ich schweigen sollte
648 Ins Wasser fällt ein Stein
649 Eine freudige Nachricht breitet sich aus
650 Kehret um, kehret um, und ihr werdet leben
651 Ich bete an die Macht der Liebe
652 Weil ich Jesu Schäflein bin
653 Herr, deine Liebe ist wie Gras und Ufer
654 Gottes Liebe ist wie die Sonne
655 Wenn einer sagt: Ich mag dich, du
656 Ach komm, füll unsre Seelen ganz
657 Freuen können sich alle
658 Zwischen Jericho und Jerusalem
659 Die Erde ist des Herrn
660 Soviel Freude hast du, Gott
661 Die Vögel unterm Himmel
662 Schenk uns Weisheit, schenk uns Mut
663 Unfriede herrscht auf der Erde
664 Jesus Christus ist unser Friede
665 Wir haben Gottes Spuren festgestellt
666 Wie ein Fest nach langer Trauer
667 Selig seid ihr, wenn ihr einfach lebt
668 Wir bitten unsern Gott
669 Du Abglanz aller Herrlichkeiten
670 Ein neuer Tag beginnt
671 Bescher uns, Herr, das täglich Brot
672 Lieber Herr, wir bitten dich
673 Abend ist es Herr; die Stunde
674 Heut war ein schöner Tag
675 Diesen Tag, Herr
676 Der Lärm verebbt, und die Last wird leichter
677 So ist die Woche nun geschlossen
678 Gott, segne unser Wandern
679 Das walte Gott, der helfen kann
680 Herr Gott, du Herrscher aller Welt
681 Wir danken dir, o Vater, heut
682 Solange die Erde steht
683 Dein ist der Himmel und die Erd
684 Herzlich tut mich verlangen
685 Siehe, ich bin bei euch alle Tage
686 Alle Menschen müssen sterben
687 Auferstehn, ja auferstehn wirst du
688 Nimm, Erde, was dir angehört
689 Bleibt bei dem, der euretwillen
690 Wohlauf, wohlan zum letzten Gang
691 Näher, mein Gott, zu dir
692 Wenn ich, mein Gott, einst sterben soll

### Bayern und Thüringen

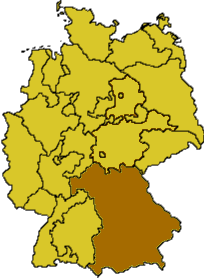
Kirchengebiet der Evangelisch-Lutherischen Kirche in Bayern

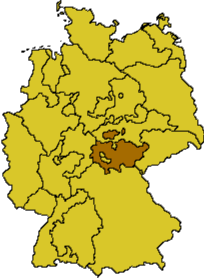
Kirchengebiet der früheren Evangelisch-Lutherischen Kirche in Thüringen

536 Hosianna Davids Sohne
537 Gott Lob, ein neues Kirchenjahr
538 Sieh, dein König kommt zu dir
539 Mache dich auf und werde licht
540 Kündet allen in der Not
541 Jetzt fangen wir zum Singen an
542 Vom Himmel hoch, o Engel, kommt
543 Wir singen dir, Immanuel
544 Nun freut euch, ihr Christen
545 Stern über Bethlehem
546 Die Hirten hielten auf dem Feld
547 Ein Kindlein liegt in dem armen Stall
548 Als Jesus auf die Erde kam
549 Singt nun alle, singt mit uns
550 Licht, das in die Welt gekommen
551 Herr Christus, treuer Heiland wert
552 Es ist vollbracht
553 Wer leben will wie Gott auf dieser Erde
554 Herr, wir denken an dein Leiden
555 Christus ist auferstanden! Freud ist in allen Landen
556 Die Sonne geht auf: Christ ist erstanden
557 Jubilate coeli
558 Ich hör die Botschaft: Jesus lebt
559 O Licht der wunderbaren Nacht
560 Christus lebt, drum lasst das Jammern
561 Wir feiern deine Himmelfahrt
562 Der Himmel geht über allen auf
563 Komm, Heilger Geist, der Leben schafft
564 Komm, heilger Geist mit deiner Kraft, die uns verbindet
565 Komm zu uns, Heilger Geist
566 Am hellen Tag kam Jesu Geist
567 Gottes Ruhetag
568 Wo zwei oder drei in meinem Namen versammelt sind
569 Du neigest dich herab
570 Der Herr segne dich und behüte dich
571 Nun segne und behüte uns
572 Herr, wir bitten: Komm und segne uns
573 Segne uns, o Herr
574 Lasset mich mit Freuden sprechen
575 Ein Kind ist angekommen
576 Kind, du bist uns anvertraut
577 Von des Himmels Thron sende, Gottes Sohn
578 Zum Tisch des Herren lasst uns gehen
579 Kommt, wir teilen das Brot am Tisch des Herrn
580 Dass du mich einstimmen lässt in deinen Jubel, o Herr
581 Ich und mein Haus, wir sind bereit
582 Dank sei dir, Gott der Freude
583 Gott, unser Festtag ist gekommen
584 Herr Jesu, der du selbst von Gott als Lehrer kommen
585 Kommt her, ihr Christen, voller Freud
586 Die Väter weihten dieses Haus
587 Dein Wort, o Herr, bringt uns zusammen
588 Herr, gib uns Mut zum Hören
589 Ein Schiff, das sich Gemeinde nennt
590 Jesus Christus, König und Herr
591 Wir glauben dich, Gott
592 Du schenkst uns Zeit
593 Weil ich Jesu Schäflein bin
594 Der Herr, mein Hirte, führet mich
595 Der Herr ist mein Hirte
596 Harre, meine Seele, harre des Herrn
597 Dennoch bleib ich stets an dir
598 Gott der Herr ist Sonne und Schild
599 Kommt herbei, singt dem Herrn
600 Singt Gott, unserm Herrn
601 Singt dem Herrn und lobt Seinen Namen
602 Vergiss nicht zu danken
603 Ich sitze oder stehe
604 Den Herren will ich loben
605 Magnificat
606 Womit hat es angefangen?
607 Herr Gott, wir danken dir
608 Nun freut euch hier und überall
609 Wie groß ist des Allmächtgen Güte
610 Lasst uns miteinander, lasst uns miteinander
611 Danket Gott, danket Gott
612 Du hast uns Deine Welt geschenkt
613 Die Herrlichkeit des Herrn bleibe ewiglich
614 Von Gott kommt diese Kunde
615 Ich lobe meinen Gott, der aus der Tiefe mich holt
616 Vater unser im Himmel, Dir gehört unser Leben
617 Jubilate Deo omnis terra
618 Guter Gott, dankeschön
619 Aus Gnaden soll ich selig werden
620 Christ ist der Weg, das Licht, die Pfort
621 Ich bin durch die Welt gegangen
622 Ich möchte Glauben haben, der über Zweifel siegt
623 Wer Gott vertraut, hat wohl gebaut
624 Christen erwarten in allerlei Fällen
625 Hilf, Helfer, hilf in Angst und Not
626 In Ängsten die einen
627 Liebster Herr Jesu Christ
628 Hoffnung die dunkle Nacht erhellt
629 Aus der Tiefe rufe ich zu dir
630 Fürchte dich nicht
631 All eure Sorgen
632 Ich will glauben: Du bist da
633 Trachtet nach dem, was droben ist
634 Lass uns in deinem Namen, Herr
635 Danket dem Schöpfer unsrer Welt
636 Ihr seid das Volk, das der Herr sich ausersehn
637 Von guten Mächten treu und still umgeben
638 Herr, deine Liebe ist wie Gras und Ufer
639 Mir ist ein Licht aufgegangen
640 Komm, bau ein Haus
641 Halte zu mir, guter Gott
642 Wir strecken uns nach dir
643 So prüfet doch selbst
644 Selig seid ihr
645 Ins Wasser fällt ein Stein
646 Herr, gib mir Mut zum Brückenbauen
647 Herr, gib mir Mut zum Brückenbauen
648 Wo ein Mensch Vertrauen gibt
649 Herr, gib du uns Augen
650 Liebe ist nicht nur ein Wort
651 Ubi caritas et amor
652 Du schufst, Herr, unsre Erde gut
653 Die Erde, die du schufst, war gut
654 Die Erde ist des Herrn
655 Jeder Teil dieser Erde
656 O Herr, mache mich zu einem Werkzeug deines Friedens
657 Damit aus Fremden Freunde werden
658 In Christus gilt nicht Ost noch West
659 Freunde, dass der Mandelzweig
660 O Heilige Dreifaltigkeit
661 Ich danke dir, Herr Gott, in deinem Throne
662 Vor Deinen Thron tret ich hiermit
663 Du starker Herrscher, wahrer Gott
664 Mein Auge wacht jetzt in der stillen Nacht
665 Bevor des Tages Licht vergeht
666 Heut war ein schöner Tag
667 Das walte Gott, der helfen kann
668 O Gott, von dem wir alles haben
669 Nun bringen wir den Leib zur Ruh

### Hessen-Nassau

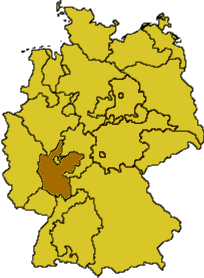
Kirchengebiet der Evangelischen Kirche in Hessen und Nassau

536 Singet fröhlich im Advent
537 Singet frisch und wohlgemut
538 Vom Himmel hoch, o Engel, kommt
539 Was soll das bedeuten? Es taget ja schon
540 Aus tausend Traurigkeiten
541 Singt, singt, singt, singt
542 Stern über Bethlehem, zeig uns den Weg
543 Alles ist eitel, du aber bleibst
544 Der Weg ist so lang
545 Wir gehn hinauf nach Jerusalem
546 Wer leben will wie Gott auf dieser Erde
547 Der Eselreiter!
548 Der Herr ist auferstanden
549 Trachtet nach dem, was droben ist
550 Das könnte den Herren der Welt ja so passen
551 Seht, der Stein ist weggerückt
552 Einer ist unser Leben
553 Besiegt hat Jesus Tod und Nacht
554 Gottes Volk geht nicht allein
555 Unser Leben sei ein Fest
556 Zu Ostern in Jerusalem, da ist etwas geschehn
557 Ein Licht geht uns auf in der Dunkelheit
558 Vater unser im Himmel, dir gehört unser Leben
559 Welcher Engel wird uns sagen
560 Es kommt die Zeit
561 Die Gnade unsers Herrn Jesus Christus
562 Segne und behüte uns
563 Wo zwei oder drei
564 Im Frieden mach uns eins
565 Höre, höre uns, Gott
566 Gloria, gloria in excelsis Deo!
567 Ehre sei Gott in der Höhe
568 Preisen lasst uns Gott, den Herrn
569 Laudamus te Domine
570 Sanctus
571 Nun geh uns auf, du Morgenstern
572 Gottes Wort ist wie Licht in der Nacht
573 Lobt den Herrn
574 Segne dieses Kind
575 Ein Kind ist angekommen
576 Ein kleines Kind, du großer Gott
577 Kind, du bist uns anvertraut
578 Aus ungewissen Pfaden
579 Das Weizenkorn muss sterben
580 Dass du mich einstimmen lässt in deinen Jubel
581 Jesus Brot
582 Lasst uns Brot brechen und Gott dankbar sein
583 Er ruft die vielen her
584 Meine engen Grenzen
585 Ich rede, wenn ich schweigen sollte
586 Herr, der du einst gekommen bist
587 Gott ruft dich, priesterliche Schar
588 Tragt in die Welt nun ein Licht
589 Komm, bau ein Haus
590 Herr, wir bitten: Komm und segne uns
591 Einsam bist du klein
592 Du Gott stützt mich
593 Licht, das in die Welt gekommen
594 Der Himmel geht über allen auf
595 Die Erde ist des Herrn und was darinnen ist
596 Laudate Dominum
597 Mein ganzes Herz erhebet dich
598 Gott ist mein Lied
599 Selig seid ihr, wenn ihr einfach lebt
600 Magnificat anima mea
601 Gottes Lob wandert
602 Du hast gesagt: »Ich bin der Weg«
603 Zachäus, böser reicher Mann
604 Kennt ihr die Legende von Christophorus
605 Danket dem Herrn und lobsingt seinem Namen
606 Dass ich springen darf und mich freuen
607 Lasst uns miteinander
608 Alles, was wir sind, hat Gott geschenkt
609 Masithi Amen
610 Herr, deine Liebe ist wie Gras und Ufer
611 Harre, meine Seele
612 Fürchte dich nicht
613 Freunde, dass der Mandelzweig
614 Lass uns in deinem Namen, Herr
615 Kehret um, kehret um
616 Auf der Spur des Hirten
617 Ich bete an die Macht der Liebe
618 Weiß ich den Weg auch nicht
619 Er hält die ganze Welt in seiner Hand
620 Gottes Liebe ist wie die Sonne
621 Ins Wasser fällt ein Stein
622 Weißt du, wo der Himmel ist
623 Du bist da, wo Menschen leben
624 Lieber Gott, ich danke dir
625 Wir strecken uns nach dir
626 Freude, die überfließt
627 Schalom, Schalom! Wo die Liebe wohnt
628 Herr, gib mir Mut zum Brückenbauen
629 Liebe ist nicht nur ein Wort
630 Wo ein Mensch Vertrauen gibt
631 In Gottes Namen wolln wir finden
632 Wenn das Brot, das wir teilen
633 Sanftmut den Männern
634 Die Erde ist des Herrn
635 Jeder Teil dieser Erde
636 We shall overcome
637 Alle Knospen springen auf
638 Ich lobe meinen Gott, der aus der Tiefe mich holt
639 Damit aus Fremden Freunde werden
640 Lass uns den Weg der Gerechtigkeit gehn
641 Friede mit dir
642 Weil Gott die Welt geschaffen hat
643 Viele kleine Leute
644 Nun ist vorbei die finstre Nacht
645 Der Abend kommt, die Sonne sich verdecket
646 Heut war ein schöner Tag
647 Hilf uns, Herr, in allen Dingen
648 Des Jahres schöner Schmuck entweicht
649 Du gibst die Saat und auch die Ernte
650 Begrabt den Leib in seine Gruft
651 Wir sind mitten im Leben
652 Christus spricht: Ich bin die Auferstehung

### Kurhessen-Waldeck

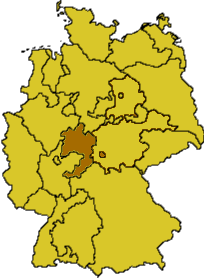
Kirchengebiet der Evangelischen Kirche von Kurhessen-Waldeck

536 Singet fröhlich im Advent
537 Singet frisch und wohlgemut
538 Vom Himmel hoch, o Engel, kommt
539 Was soll das bedeuten? Es taget ja schon
540 Aus tausend Traurigkeiten
541 Singt, singt, singt, singt
542 Stern über Bethlehem, zeig uns den Weg
543 Alles ist eitel, du aber bleibst
544 Der Weg ist so lang
545 Wir gehn hinauf nach Jerusalem
546 Wer leben will wie Gott auf dieser Erde
547 Der Eselreiter!
548 Der Herr ist auferstanden
549 Trachtet nach dem, was droben ist
550 Das könnte den Herren der Welt ja so passen
551 Seht, der Stein ist weggerückt
552 Einer ist unser Leben
553 Besiegt hat Jesus Tod und Nacht
554 Gottes Volk geht nicht allein
555 Unser Leben sei ein Fest
556 Zu Ostern in Jerusalem, da ist etwas geschehn
557 Ein Licht geht uns auf in der Dunkelheit
558 Vater unser im Himmel, dir gehört unser Leben
559 Welcher Engel wird uns sagen
560 Es kommt die Zeit
561 Die Gnade unsers Herrn Jesus Christus
562 Segne und behüte uns
563 Wo zwei oder drei
564 Im Frieden mach uns eins
565 Höre, höre uns, Gott
566 Gloria, gloria in excelsis Deo!
567 Ehre sei Gott in der Höhe
568 Preisen lasst uns Gott, den Herrn
569 Laudamus te Domine
570 Sanctus
571 Nun geh uns auf, du Morgenstern
572 Gottes Wort ist wie Licht in der Nacht
573 Lobt den Herrn
574 Segne dieses Kind
575 Ein Kind ist angekommen
576 Ein kleines Kind, du großer Gott
577 Kind, du bist uns anvertraut
578 Aus ungewissen Pfaden
579 Das Weizenkorn muss sterben
580 Dass du mich einstimmen lässt in deinen Jubel
581 Jesus Brot
582 Lasst uns Brot brechen und Gott dankbar sein
583 Er ruft die vielen her
584 Meine engen Grenzen
585 Ich rede, wenn ich schweigen sollte
586 Herr, der du einst gekommen bist
587 Gott ruft dich, priesterliche Schar
588 Tragt in die Welt nun ein Licht
589 Komm, bau ein Haus
590 Herr, wir bitten: Komm und segne uns
591 Einsam bist du klein
592 Du Gott stützt mich
593 Licht, das in die Welt gekommen
594 Der Himmel geht über allen auf
595 Die Erde ist des Herrn und was darinnen ist
596 Laudate Dominum
597 Mein ganzes Herz erhebet dich
598 Gott ist mein Lied
599 Selig seid ihr, wenn ihr einfach lebt
600 Magnificat anima mea
601 Gottes Lob wandert
602 Du hast gesagt: »Ich bin der Weg«
603 Zachäus, böser reicher Mann
604 Kennt ihr die Legende von Christophorus
605 Danket dem Herrn und lobsingt seinem Namen
606 Dass ich springen darf und mich freuen
607 Lasst uns miteinander
608 Alles, was wir sind, hat Gott geschenkt
609 Masithi Amen
610 Herr, deine Liebe ist wie Gras und Ufer
611 Harre, meine Seele
612 Fürchte dich nicht
613 Freunde, dass der Mandelzweig
614 Lass uns in deinem Namen, Herr
615 Kehret um, kehret um
616 Auf der Spur des Hirten
617 Ich bete an die Macht der Liebe
618 Weiß ich den Weg auch nicht
619 Er hält die ganze Welt in seiner Hand
620 Gottes Liebe ist wie die Sonne
621 Ins Wasser fällt ein Stein
622 Weißt du, wo der Himmel ist
623 Du bist da, wo Menschen leben
624 Lieber Gott, ich danke dir
625 Wir strecken uns nach dir
626 Freude, die überfließt
627 Schalom, Schalom! Wo die Liebe wohnt
628 Herr, gib mir Mut zum Brückenbauen
629 Liebe ist nicht nur ein Wort
630 Wo ein Mensch Vertrauen gibt
631 In Gottes Namen wolln wir finden
632 Wenn das Brot, das wir teilen
633 Sanftmut den Männern
634 Die Erde ist des Herrn
635 Jeder Teil dieser Erde
636 We shall overcome
637 Alle Knospen springen auf
638 Ich lobe meinen Gott, der aus der Tiefe mich holt
639 Damit aus Fremden Freunde werden
640 Lass uns den Weg der Gerechtigkeit gehn
641 Friede mit dir
642 Weil Gott die Welt geschaffen hat
643 Viele kleine Leute
644 Nun ist vorbei die finstre Nacht
645 Der Abend kommt, die Sonne sich verdecket
646 Heut war ein schöner Tag
647 Hilf uns, Herr, in allen Dingen
648 Des Jahres schöner Schmuck entweicht
649 Du gibst die Saat und auch die Ernte
650 Begrabt den Leib in seine Gruft
651 Wir sind mitten im Leben
652 Christus spricht: Ich bin die Auferstehung

### Mecklenburg

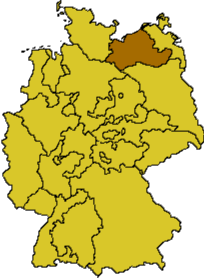
Kirchengebiet der früheren Evangelisch-Lutherischen Landeskirche Mecklenburgs

536 Du starker Herrscher, wahrer Gott
537 Seht, die helle Sonne
538 I danced in the morning
539 Kind, du bist uns anvertraut
540 Der Herr ist mein Hirte
541 Damit aus Fremden Freunde werden
542 Freunde, dass der Mandelzweig
543 Bevor des Tages Licht vergeht
544 Am Abend steigt unser Gebet

### Nordelbien

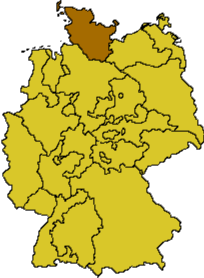
Kirchengebiet der früheren Nordelbischen Evangelisch-Lutherischen Kirche

536 Leitlied des nordelbischen Liederteils: Gott ist mein Lied
537 Die Nacht ist hin, der Tag bricht an
538 Auf, auf, ihr Christen alle
539 Tragt in die Welt nun ein Licht
540 Christum wir sollen loben schon
541 Der Tag, der ist so freudenreich
542 Freut euch ihr lieben Christen
543 Als ich bei meinen Schafen wacht
544 Wir singen dir, Immanuel
545 Christus ist geboren
546 Helft mir Gotts Güte preisen
547 Was fürchtst du, Feind Herodes, sehr
548 Da Jesus an dem Kreuze stund
549 Der du, Herr Jesu, ruh und Rast
550 Kommt, ihr Menschen, nehmt zu Herzen
551 Nun ist der Himmel aufgetan
552 Jesus unser Trost und Leben
553 Wie morgenrot der Tag erwacht
554 Nun freut euch, Gottes Kinder all
555 Komm, Heiliger Geist, der Leben schafft
556 Sagt, wer kann den Wind sehn?
557 Herr Gott, dich loben alle wir
558 Amen, Gott Vater und Sohne
559 O Adoramus te, Domine
560 Wach auf, meins Herzens Schöne
561 Walte, walte nah und fern
562 Gott, mien König, maak mi still
563 Ach leewe Herre Jesus Christ
564 Wir bringen, Gott
565 Segne dieses Kind und hilf uns, ihm zu helfen
566 Kind, du bist uns anvertraut
567 Du öffnest, Herr, die Türen
568 Wasser vom Himmel
569 Du hast uns, Herr, gerufen
570 Herr Gott, wi wüllt di priesen
571 O Jesu, dir sei ewig Dank
572 Wie der Herr vor Zeiten mit den Jüngern saß
573 Die Stunde ist da, Jesus Christus
574 Sprick sülm, Herr, uns tosamen
575 Herr, lass uns füreinander leben
576 Ewig steht fest der Kirche Haus
577 Lass uns in deinem Namen, Herr
578 Der Herr ist mein Hirte
579 Der Herr ist mein Hirte
580 Ich will Gott loben allezeit
581 Ja, ich will singen
582 Cantai ao Senhor: Singt Gott, unserm Herrn
583 Jubilate Deo:Jauchze Erd und Himmel
584 Hineh ma tow uma naim: Schön ist’s, wenn Brüder und Schwestern
585 Danket dem Herrn, denn er ist freundlich
586 Gottes Lob wandert, und Erde darf hören
587 Gott, den Vater, ewig preist
588 Gott ist König, sein ist alle Macht über diese Welt
589 Ich freue mich und springe
590 Vater unser im Himmel
591 Asante sana Yesu: Wir danken dir, Herr Jesu
592 Lieber Gott, ich danke dir
593 Durch Adams Fall ist ganz verderbt
594 Der Glaub ist ein lebendge Kraft
595 Vor deinen Thron tret ich hiermit
596 Herr, durch den Glauben wohn in mir
597 Lebenssonne, deren Strahlen
598 Herr, giff mi Kraft to’n Beden
599 Wi hebbt en König, Lüüd, höört to
600 Wir strecken unsre Hände aus wie leere Schalen
601 Hilf uns, Herr, in allen Dingen
602 Harre, meine Seele, harre des Herrn
603 Weiß ich den Weg auch nicht
604 Mit Gott will ik mien Weg nu gahn
605 Gott is bi di. Wees man nich bang
606 Freunde, dass der Mandelzweig
607 Fürchte dich nicht, gefangen in deiner Angst
608 Wenn wir in Wassersnöten sein
609 Wie mit grimmgem Unverstand
610 Wir dienen, Herr, um keinen Lohn
611 Wohin denn sollen wir gehen
612 Ein Schiff, dass sich Gemeinde nennt
613 Selig seid ihr, wenn ihr einfach lebt
614 Schweige und höre
615 Ich bete an die Macht der Liebe
616 Wer kann der Treu vergessen
617 Du hest hendal di laten
618 Einer muss wachen in langer Nacht
619 Herr, von dir kommt alles Leben
620 Ins Wasser fällt ein Stein
621 Kumbaya, my Lord: Komm zu mir, mein Gott
622 Weit wie das Meer ist Gottes große Liebe
623 Herr, deine Liebe ist wie Gras und Ufer
624 Ubi caritas et amor: Wo die Liebe wohnt und Güte
625 Da pacem, Domine
626 O heilige Dreifaltigkeit
627 Wi seggt di Dank vun Hartensgrunn
628 Gelobt sei deine Treu
629 Sieh, da hebt die Sonne sich aus dem Meer
630 Herr Gott, gib uns das täglich Brot
631 Wir sitzen an gedeckten Tischen
632 Glädjens Herre, varen gäst: Herr der Freude, Herr der Welt
633 Christe, der du bist Tag und Licht
634 Walts Gott, mein Werk ich lasse
635 Nun wollen wir singen das Abendlied
636 Des Tages Glanz erloschen ist
637 Der Lärm verebbt, und die Last wird leichter
638 So ist die Woche nun geschlossen
639 Nun steht in Laub und Blüte
640 Ich weiß ein lieblich Engelspiel
641 Herzlich tut mich verlangen
642 Alle Menschen müssen sterben
643 Im Himmelreich, im Himmelreich
644.1 Ehr sei dem Vater und dem Sohn
644.2 Gloria, gloria, gloria Patri et Filio
645 Ehr sei dem Vater
646 Ehr sei dem Vater
647 Ehr sei Gott Vater
648 Lob, Ehr und Preis in süßem Ton
649 Lob sei in’s Himmels Throne
650 Gott Vater sei Lob, Ehr und Preis
651 Dir, ewger Vater droben
652 Ehr sei im Himmel droben
653 Gott wir wollen ehren
654 Lob, Ehr und Preis sei Gott bereit’
655 Lob, Ehr sei Gott im höchsten Throne
656 Lob, Ehr sei Gott im höchsten Throne
657 Singet all mit hellem Tone
658 Dir, Herr, sei Lob und Ehre heut und morgen
659 Dir, Vater, der du ewig bist
660 Gott, dir sei Preis und Ehre
661 Dir, Gott Vater droben
662 Vater und Sohne
663 Gott Vater, der du ewig bist
664 Dir, Hirt und Hüter
665 Preis, Ehr sei Gott im allerhöchsten Thron
666.1 Kyrie eleison
666.2 Kyrie eleison
666.3 Kyrie eleison
667.1 Ehre sei Gott in der Höhe
667.2 Dir Gott im Himmel Preis und Ehr
668.1 Halleluja
668.2 Halleluja
668.3 Alleluja
669.1 Ehre sei dir, Herre
669.2 Ehre sei dir, Herr
670.1 Ich glaube an Gott, den Vater, den Allmächtigen
670.2 Wir glauben an den einen Gott
670.3 Wir glauben an Gott Vater
671 Der Herr sei mit euch
672.1 Heilig ist Gott der Vater
672.2 Heilig, heilig, heilig ist Gott der Herr Zebaoth
672.3 Heilig, heilig, heilig Gott, Herr aller Mächte und Gewalten
672.4 Sanctus, sanctus sanctus Dominus: Heilig, heilig, heilig ist der Herr
672.5 Hosanna
673.1 Vater unser im Himmel
673.2 Vater unser im Himmel
674.1 Der Friede des Herren sei mit euch allen
674.2 Der Friede des Herrn sei mit euch allezeit
675.1 Lamm Gottes
675.2 O du Gotteslamm
675.3 Siehe, das ist Gottes Lamm
676.1 Danket dem Herrn
676.2 Danket dem Herrn
677.1 Gehet hin im Frieden des Herrn
677.2 Gehet hin im Frieden des Herrn
677.3 Gehet hin im Frieden des Herrn
677.4 Gehet hin im Frieden

### Niedersachsen und Bremen
Gemeinsamer Regionalteil der Landeskirchen Braunschweig, Bremen, Hannover, Oldenburg und Schaumburg-Lippe

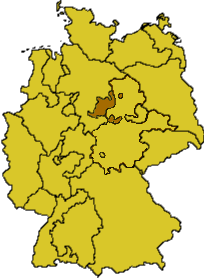
Kirchengebiet der Evangelisch-Lutherischen Landeskirche in Braunschweig

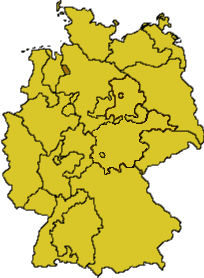
Kirchengebiet der Bremischen Evangelischen Kirche

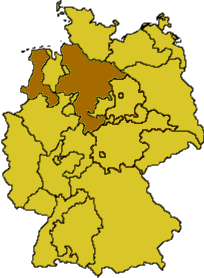
Kirchengebiet der Evangelisch-lutherischen Landeskirche Hannovers

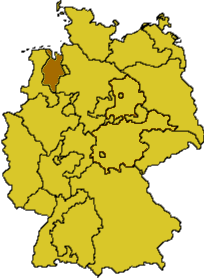
Kirchengebiet der Evangelisch-Lutherischen Kirche in Oldenburg

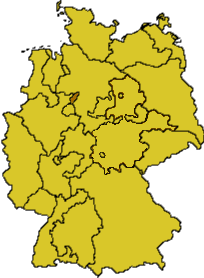
Kirchengebiet der Evangelisch-Lutherischen Landeskirche Schaumburg-Lippe

536 Auf, auf, ihr Christen alle
537 Zieh, Ehrenkönig, bei mir ein
538 Lobt den Herrn
539 Singet frisch und wohlgemut
540 Freut euch, ihr lieben Christen
541 Wir singen dir, Immanuel
542 Aus tausend Traurigkeiten
543 Es ist für uns eine Zeit angekommen
544 Stern über Bethlehem, zeig uns den Weg
545 Dies ist die Nacht der Engel
546 Jesus ist kommen, Grund ewiger Freude
547 Eines wünsch ich mir vor allem andern
548 Jetzt, da die Zeit sich nähert deiner Leiden
549 Am Abend nach dem Lobgesang
550 Christus ist auferstanden
551 Christus is opstahn, is ut sien Graff gahn
552 Komm, Heilger Geist, der Leben schafft
553 Veni Creator
554 Am hellen Tag kam Jesu Geist
555 Zu Ostern in Jerusalem, da ist etwas geschehn
556 Hilige Geist, kumm un faat mi
557 Unser Leben sei ein Fest
558 Eine freudige Nachricht breitet sich aus
559 Stimmt mit ein
560 Gehn wir in Frieden
561 Herr, wir bitten: Komm und segne uns
562 Vater unser im Himmel
563 Lasst uns miteinander
564 Wo zwei oder drei in meinem Namen versammelt sind
565 Mein Schöpfer, steh mir bei
566 Wir bringen, Gott, dies Kind zu dir
567 Aufgetan ist die Welt
568 Wohlauf, die ihr hungrig seid
569 Herr, lass uns deiner Nähe inne werden
570 Wir sind zum Mahl geladen
571 Tragt in die Welt nun ein Licht
572 Ein Schiff, das sich Gemeinde nennt
573 In Christus gilt nicht Ost noch West
574 Der Herr ist mein Hirte
575 Du bist, Herr, mein Licht und meine Freiheit
576 Noch ehe die Sonne am Himmel stand
577 Unser Gott hört den, der zu ihm rufet.
578 Aus meines Jammers Tiefe
579 Magnificat
580 Ein Lied hat die Freude sich ausgedacht
581 Jona, Jona, auf nach Ninive
582 Zwischen Jericho und Jerusalem
583 Du tust den Weg des Lebens kund
584 Singt dem Herrn ein neues Lied
585 Ich lobe meinen Gott, der aus der Tiefe mich holt
586 Mein Herz und Geist erheben dich
587 Singt dem Herrn ein neues Lied
588 Der Himmel geht über allen auf
589 Ich singe dir mit Herz und Mund
590 Ja, ich will singen
591 Weiß ich den Weg auch nicht
592 Wie mit grimmgem Unverstand
593 Harre, meine Seele
594 Manchmal kennen wir Gottes Willen
595 Fürchte dich nicht
596 Ich möchte Glauben haben
597 Aus der Tiefe rufe ich zu dir
598 Kreuz, auf das ich schaue
599 Ich gehöre dazu
600 Aus der Tiefe, Herr und Gott
601 Herr, hilf uns heilen
602 Herr, wir stehen Hand in Hand
603 Ins Wasser fällt ein Stein
604 Wo ein Mensch Vertrauen gibt
605 Jesus Christus, das Leben der Welt
606 Kehret um
607 Vertrauen wagen dürfen wir getrost
608 Das wünsch ich sehr
609 Jesus hat die Kinder lieb
610 Gottes Liebe ist wie die Sonne
611 Gottes Liebe ist wie die Sonne
612 Herr, gib mir Mut zum Brückenbauen
613 Liebe ist nicht nur ein Wort
614 Du Gott der Liebe, Friedensheld
615 Herr, mach die Kirche zum Werkzeug deines Friedens
616 We shall overcome
617 Unfriede herrscht auf der Erde
618 Der Friede, den Gott gibt
619 Damit aus Fremden Freunde werden
620 Freunde, dass der Mandelzweig
621 Jesus, uns’ Heiland
622 Giff Freden uns, du Gnaadengott
623 Die Erde ist des Herrn
624 Die Erde ist des Herrn
625 Um Himmelswillen, gebt die Erde nicht auf
626 Da pacem, Domine
627 Ich danke dir durch deinen Sohn
628 O Heilige Dreifaltigkeit
629 Vor deinen Thron tret ich hiermit
630 Gelobt sei deine Treu
631 Gottes Ruhetag
632 Herr, ich werfe meine Freude
633 Herr Gott, gib uns das täglich Brot
634 Wir sagen dir Dank
635 Der Tag ist hin; mein Jesu, bei mir bleibe
636 Des Tages Glanz erloschen ist
637 Nun wollen wir singen das Abendlied
638 Gott, der du Berg und Hügel
639 Herr, wenn das Wasser uns bedroht
640 Du hast uns deine Welt geschenkt
641 Nun steht in Laub und Blüte
642 Nun steht in Laub und Blüte
643 Brich herein, süßer Schein
644 Christus spricht: Ich bin die Auferstehung und das Leben
645 Ehre sei Gott in der Höhe
646 Halleluja
647 Uns ist ein Kind geboren, Halleluja
648 O Adoramus te. Domine.
649 Jubilate coeli
650 Jubilate Deo omnis terra
651 Ich glaube an Gott, den Vater
652 Ich glaube an Gott, den Vater
653 Wir glauben an den einen Gott
654 Wir glauben an Gott Vater
655 Heilig, heilig, heilig ist Gott
656 Sanctus
657 Hosanna, hosanna
658 Benedictus, qui venit
659 Vater unser im Himmel
660 Agnus Dei
661.1 Der Herr sei mit euch
661.2 Der Friede des Herrn sei mit euch allen
661.3 Danket dem Herrn, denn er ist freundlich, Halleluja
661.4 Gehet hin im Frieden des Herrn
661.5 Gehet hin im Frieden des Herrn
661.6 Gehet hin im Frieden Ö 550 Gottes Lob wandert, und Erde darf hören

### Österreich

Österreich mit Verteilung der Katholiken, Protestanten und „Sonstigen“ in den österreichischen Bundesländern, Angaben in Prozent. Stand 2001

550 Gottes Lob wandert
551 Freut euch, ihr lieben Christen
552 Singet frisch und wohlgemut
553 Als ich bei meinen Schafen wacht
554 Du wesentliches Wort
555 Wär Christus tausendmal geboren
556 Nun wolle Gott, dass unser Sang
557 Es werden kommen
558 Es sungen drei Engel
559 O du Liebe meiner Liebe
560 Treuer Heiland, habe Dank
561 Nun ist der Himmel aufgetan
562 Christ, der Herr, ist heut erstanden. Halleluja
563 Ich hör die Botschaft: Jesus lebt
564 Jesus Christus, König und Herr
565 Sagt, wer kann den Wind sehn?
566 Wind, Wind, der Samen weht
567 Gott ist unsre Zuversicht
568 Die wir uns allhier beisammen finden
569 Lasst, eh wir gehn, uns fest verbinden
570 Der Herr segne dich und behüte dich
571 Herr, wir bitten: Komm und segne uns
572 Amen, Amen
573.1 Herr, erbarme dich
573.2 Der im Wort uns weist
573.3 Kyrie, Kyrie eleison
574 Meine engen Grenzen
575.1 Ehre sei Gott in der Höhe
575.2 Gloria, gloria
575.3 Wir loben dich. Wir preisen dich
575.4 Gloria, gloria in excelsis Deo
576.1 Halleluja
576.2 Halleluja
576.3 Halleluja
576.4 Singt, ihr Christen, singt dem Herrn
577.1 Ehre sei dir, Herr
577.2 Ehre sei dir, Herr
577.3 Du bist das Licht der Welt
578 Ich glaube an Gott, den Vater, den Allmächtigen
579 Heilig ist Gott in Herrlichkeit
580.1 Sanctus, Sanctus, Sanctus dominus
580.2 Heilig ist Gott der Vater
581 Vater unser im Himmel
582.1 O Lamm Gottes, unschuldig
582.2 Lamm Gottes! Der du trägst die Sünde der ganzen Welt
583 O Jesu, dir sei ewig Dank
584 Wir alle essen von einem Brot
585 Kommt, wir teilen das Brot am Tisch des Herrn
586 Zum Tisch des Herren lasst uns gehen
587 Wo soll ich fliehen hin
588 Erheb dein Herz, tu auf dein Ohren
589 Gott, unser Festtag ist gekommen
590 Die Sach ist dein, Herr Jesu Christ
591 O Christenheit, sei hocherfreut
592 Herr, mit deinem Schutz begleite uns
593 Tragt in die Welt nun ein Licht
594 Wir glauben dich, Gott
595 Herr, wir stehen Hand in Hand
596 Gottes Stimme lasst uns sein
597 Wo zwei oder drei in meinem Namen versammelt sind
598 Der Herr ist mein Hirte
599 Dem Herrn gehört unsre Erde
600 Ich erhebe mein Gemüte
601 Singet dem Herrn ein neues Lied
602 Jubilate Deo omnis terra
603 Die Herrlichkeit des Herrn bleibe ewiglich
604 Mein ganzes Herz erhebet dich
605 Besser als ich mich kenne
606 Magnificat, magnificat
607 Als Israel in Ägypten war
608 Lasst die Kinder zu mir kommen
609 Herr Gott, dich loben wir
610 Wie groß ist des Allmächtgen Güte
611 Ich danke Gott und freue mich
612 Von Gottes Gnade will ich singen
613 Singt dem Herrn ein neues Lied
614 Dass ich springen darf und mich freuen
615 Gott, du bist Sonne und Schild
616 Vater unser im Himmel
617 Vergiss nicht zu danken dem ewigen Herrn
618 Herr Gott, der du mein Vater bist
619 Ach Herre Gott, wir Kinder dein
620 Aus Gnaden soll ich selig werden
621 Herr, ich bin dein Eigentum
622 Wir dienen, Herr, um keinen Lohn
623 Du weißt, mein Herz, du weißt es
624 Hilf, Helfer, hilf in Angst und Not
625 Ich bin ein armer Exulant
626 Mein Gott, wie bist du so verborgen
627 Ach Gott, verlass mich nicht
628 Harre, meine Seele
629 In jeder Nacht, die mich bedroht
630 Das wünsch ich sehr
631 Fürchte dich nicht
632 Brunnquell aller Liebe
633 Manchmal kennen wir Gottes Willen
634 Wer leben will wie Gott auf dieser Erde
635 Einer muss wachen in langer Nacht
636 Selig seid ihr, wenn ihr einfach lebt
637 Gott, deine Güte reicht so weit
638 Wer kann der Treu vergessen
639 Jesus hat die Kinder lieb
640 Herr, von dir kommt alles Leben
641 Meine Hoffnung und meine Freude
642 Die Güte des Herrn hat kein Ende
643 Wo ein Mensch Vertrauen gibt
644 Damit aus Fremden Freunde werden
645 Ubi caritas et amor
646 Herr, hilf uns heilen
647 Es kann nicht Friede werden
648 Breite segnend deine Hände
649 Die Erde, die du schufst, war gut
650 Die Erde ist des Herrn
651 Herr, ich sehe deine Welt
652 Gott, du hast das Land gegeben
653 O heilige Dreifaltigkeit
654 Auf, auf, den Herrn zu loben
655 Der Tag ist hin
656 O selges Licht, Dreifaltigkeit
657 Nun wollen wir singen das Abendlied
658 Vom hohen Baum der Jahre fällt ein Blatt zu Boden
659 Die Nacht ist da. Ich suche deine Nähe
660 Herr, lass auf Erden
661 Wir wollen dir dienen auf mancherlei Weise
662 Ach Gott, die armen Kinder dein
663 Herr Gott, du Herrscher aller Welt
664 Wer hat die Sonne denn gemacht
665 Herzlich tut mich verlangen
666 Vor deinen Thron tret ich hiermit
667 Alle Menschen müssen sterben
668 Ich freue mich der frohen Zeit
669 Wer sind die vor Gottes Throne
670 Der Gerechten Seelen
671 Brich herein, süßer Schein
672 Wir sind nur Gast auf Erden

### Ost-Verbund
Der Regionalteil Ost-Verbund enthält keine Lieder.

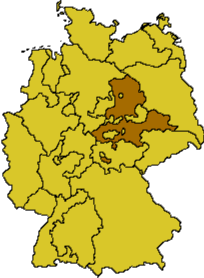
Teil des „Ost-Verbundes“: Kirchengebiet der ehemaligen Evangelischen Kirche der Kirchenprovinz Sachsen

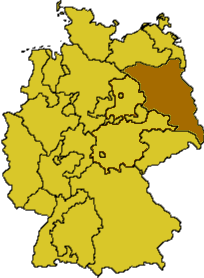
Teil des „Ost-Verbundes“: Kirchengebiet der Evangelischen Kirche Berlin-Brandenburg-schlesische Oberlausitz

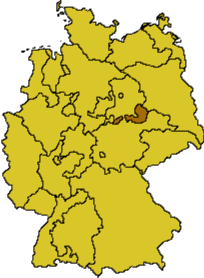
Teil des „Ost-Verbundes“: Kirchengebiet der Evangelischen Landeskirche Anhalts

### Pfalz

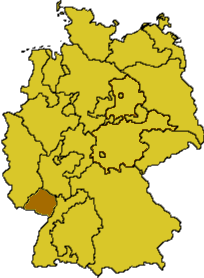
Kirchengebiet der Evangelischen Kirche der Pfalz (Protestantische Landeskirche)

541 Nun kommt das neue Kirchenjahr
542 Auf, auf, ihr Christen alle
543 Warum willst du draußen stehen
544 Sieh, dein König kommt zu dir
545 Mache dich auf und werde licht
546 Der Tag, der ist so freudenreich
547 Die Herrlichkeit des Herrn bleibe ewiglich
548 Freut euch, ihr lieben Christen
549 Wir singen dir, Immanuel
550 Immanuel! Der Herr ist hier
551 Stern über Bethlehem, zeig uns den Weg
552 Helft mir Gotts Güte preisen
553 Werde licht, du Stadt der Heiden
554 Licht, das in die Welt gekommen
555 Weise mir, Herr, deinen Weg
556 Seele, mach dich heilig auf
557 Eines wünsch ich mir vor allem andern
558 Wir singen und verkünden
559 O herrlicher Tag, o fröhliche Zeit
560 In der Welt habt ihr Angst (Kirchenlied)
561 Auferstanden, auferstanden
562 Brich an, du hohes Feste
563 Nun werden die Engel im Himmel singen
564 Christus ist auferstanden
565 Große Leute, kleine Leute
566 Gott ist König, sein ist alle Macht
567 Trachtet nach dem, was droben ist
568 Höchster Tröster, komm hernieder
569 Am hellen Tag kam Jesu Geist
570 Wer sind die vor Gottes Throne
571 Der Herr bricht ein um Mitternacht
572 Halleluja, schöner Morgen
573 Jesu, Seelenfreund der Deinen
574 Eins hätten wir von Herzen gern
575 Zions Stille soll sich breiten
576 O Herr, sei mitten unter uns
577 Wo zwei oder drei in meinem Namen versammelt sind
578 Höchster Gott, wir danken dir
579 Die Gnade unsers Herrn Jesu Christi
580 Segne und behüte
581 Segne uns, o Herr
582 Es sind doch selig alle, die
583 Teures Wort aus Gottes Munde
584 Walte, walte nah und fern
585 Nun geh uns auf, du Morgenstern
586 Es ist ein Wort ergangen
587 Sei Gott getreu, halt seinen Bund
588 O komm, du Geist der Wahrheit
589 Lobt Gott in seinem Heiligtum
590 Ein Kind ist angekommen
591 Kind, du bist uns anvertraut
592 Bau dein Reich in dieser Zeit
593 Geht hin, geht hin in alle Welt
594 Komm mein Herz, in Jesu Leiden
595 Nimm hin den Dank für deine Liebe
596 Alles hast du mir vergeben
597 Dass du mich einstimmen lässt in deinen Jubel
598 Herr, du hast dich gern mit vielen
599 Danket dem Herrn
600 Ich und mein Haus, wir sind bereit
601 Gott, unser Festtag ist gekommen
602 Gott, wir preisen deine Wunder
603 Mit Kraft, Herr, wollst du selbst umgeben
604 Es muss uns doch gelingen
605 Reich des Herrn
606 Die Sach ist dein, Herr Jesu Christ
607 Herr, wir stehen Hand in Hand
608 Ubi caritas et amor
609 Ein Schiff, das sich Gemeinde nennt
610 Herr, wir bitten: Komm und segne uns
611 Freut euch, wir sind Gottes Volk
612 Damit aus Fremden Freunde werden
613 Zwei Ufer, eine Quelle
614 Mein Hirt ist Gott der Herre mein
615 Der Herr ist mein Hirte
616 Freut euch des Herrn, ihr Christen all
617 Kommt herbei, singt dem Herrn
618 Vergiss nicht zu danken dem ewigen Herrn
619 Lobe den Herrn, mein Leben
620 Mein ganzes Herz erhebet dich
621 Alles, was Odem hat, lobe den Herrn
622 Magnificat, magnificat
623 Herr Gott, dich loben wir
624 Ich singe dir mit Herz und Mund
625 Wie groß ist des Allmächtgen Güte
626 Allein Gott in der Höh sei Ehr
627 Singet und spielet dem Herrn
628 Ich lobe meinen Gott, der aus der Tiefe mich holt
629 Sonne und Mond, Wasser und Wind
630 Vater unser im Himmel
631 Jesu, meiner Seele Leben
632 Geht hin, ihr gläubigen Gedanken
633 Alle Knospen springen auf
634 Weicht, ihr Berge, fallt, ihr Hügel
635 All Morgen ist ganz frisch und neu
636 Ach lass mich weise werden
637 Gott ist getreu
638 Fortgekämpft und fortgerungen
639 Gott, mein Trost und mein Vertrauen
640 Harre, meine Seele
641 Weiß ich den Weg auch nicht
642 Manchmal kennen wir Gottes Willen
643 Fürchte dich nicht
644 Meine Zeit steht in deinen Händen
645 Wenn die Last der Welt dir zu schaffen macht
646 Wag’s und sei doch, was du in Christus bist
647 Ich rede, wenn ich schweigen sollte
648 Ins Wasser fällt ein Stein
649 Eine freudige Nachricht breitet sich aus
650 Kehret um, kehret um, und ihr werdet leben
651 Ich bete an die Macht der Liebe
652 Weil ich Jesu Schäflein bin
653 Herr, deine Liebe ist wie Gras und Ufer
654 Gottes Liebe ist wie die Sonne
655 Wenn einer sagt: Ich mag dich, du
656 Ach komm, füll unsre Seelen ganz
657 Freuen können sich alle
658 Zwischen Jericho und Jerusalem
659 Die Erde ist des Herrn
660 Soviel Freude hast du, Gott
661 Die Vögel unterm Himmel
662 Schenk uns Weisheit, schenk uns Mut
663 Unfriede herrscht auf der Erde
664 Jesus Christus ist unser Friede
665 Wir haben Gottes Spuren festgestellt
666 Wie ein Fest nach langer Trauer
667 Selig seid ihr, wenn ihr einfach lebt
668 Wir bitten unsern Gott
669 Du Abglanz aller Herrlichkeiten
670 Ein neuer Tag beginnt
671 Bescher uns, Herr, das täglich Brot
672 Lieber Herr, wir bitten dich
673 Abend ist es Herr; die Stunde
674 Heut war ein schöner Tag
675 Diesen Tag, Herr
676 Der Lärm verebbt, und die Last wird leichter
677 So ist die Woche nun geschlossen
678 Gott, segne unser Wandern
679 Das walte Gott, der helfen kann
680 Herr Gott, du Herrscher aller Welt
681 Wir danken dir, o Vater, heut
682 Solange die Erde steht
683 Dein ist der Himmel und die Erd
684 Herzlich tut mich verlangen
685 Siehe, ich bin bei euch alle Tage
686 Alle Menschen müssen sterben
687 Auferstehn, ja auferstehn wirst du
688 Nimm, Erde, was dir angehört
689 Bleibt bei dem, der euretwillen
690 Wohlauf, wohlan zum letzten Gang
691 Näher, mein Gott, zu dir
692 Wenn ich, mein Gott, einst sterben soll

### Reformierte Kirche
Die Evangelisch-reformierte Kirche (Landeskirche) hat einen Schwerpunkt im westlichen Niedersachsen, ihre Gemeinden sind aber in ganz Deutschland zu finden.
536 Auf, auf, ihr Christen alle
537 Mache dich auf und werde licht
538 Tragt in die Welt nun ein Licht
539 Christum wir sollen loben schon
540 Freut euch, ihr lieben Christen
541 Vom Himmel hoch, o Engel, kommt!
542 Wir singen dir, Immanuel
543 O freudenreicher Tag
544 Mit den Hirten will ich gehen
545 Es ist für uns eine Zeit angekommen
546 Stern über Bethlehem, zeig uns den Weg
547 In einer Höhle zu Bethlehem
548 Die Weisen sind gegangen
549 Helft mir Gotts Güte preisen
550 Lobpreiset all zu dieser Zeit
551 Das Jahr geht hin, nun segne du
552 Licht, das in die Welt gekommen
553 Die Weisen aus dem Morgenland
554 Eines wünsch ich mir vor allem andern
555 Loben wollen wir und ehren
556 Ich steh an deinem Kreuz, Herr Christ
557 Dank sei dir, Herr, durch alle Zeiten
558 Nun ziehen wir die Straße
559 Christus ist auferstanden.
560 O herrlicher Tag, o fröhliche Zeit
561 Jesus, unser Trost und Leben
562 Gottes Stimme lasst uns sein
563 Nun werden die Engel im Himmel singen
564 Christ, der Herr, ist heut erstanden
565 Auf diesen Tag bedenken wir
566 Der Geist des Herrn erfüllt das All
567 Am Pfingsttag unter Sturmgebraus
568 Wind kannst du nicht sehen
569 Zu Ostern in Jerusalem
570 Du, Herr, gabst uns dein festes Wort
571 Unser Leben sei ein Fest
572 Brich herein, süßer Schein selger Ewigkeit
573 Die wir uns allhier beisammen finden
574 Jesus, Haupt und Herr der Deinen
575 Segne und behüte
576 Die Gnade unsers Herrn Jesu Christi
577 Kommt herbei, singt dem Herrn
578 Wo zwei oder drei
579 Freuet euch im Herrn
580 Gloria in excelsis Deo
581 Halleluja
582 Oculi nostri ad Dominum Deum
583 Sanctus, sanctus, sanctus
584 Jubilate Deo
585 Bleibet hier und wachet mit mir
586 Bleib mit deiner Gnade bei uns
587 Ubi caritas et amor
588 Magnificat, magnificat
589 Kehret um
590 Es ist ein Wort ergangen
591 Gottes Wort ist wie Licht in der Nacht
592 Wort, das lebt und spricht
593 Mein Schöpfer, steh mir bei
594 Wir bringen, Herr, dies Kind zu dir
595 Ein Kind ist angekommen
596 Kind, du bist uns anvertraut
597 Singet, danket unserm Gott
598 Wir sind zum Mahl geladen
599 Singet dem Herrn ein neues Lied
600 Meine engen Grenzen
601 Gott, wir preisen deine Wunder
602 Reich des Herrn
603 Nun werde still, du kleine Schar
604 Ein Schiff, das sich Gemeinde nennt
605 Herr, gib uns Mut zum Hören
606 Lasst die Kinder zu mir kommen
607 Herr, wir bitten: Komm und segne uns
608 Erleuchte und bewege uns
609 Du hast vereint in allen Zonen
610 Jesus hat seine Herrschaft bestellt
611 Der Himmel geht über allen auf
612 Der Herr ist mein getreuer Hirt
613 Der Herr mein Hirt! So will ich Gott besingen
614 Dem Herrn gehört unsre Erde
615 Meine Seele steigt auf Erden
616 Jauchzt alle, Gott sei hoch erhoben
617 Wie der Hirsch nach frischer Quelle
618 Singt mit froher Stimm, Völker jauchzet ihm
619 Erhör, o Gott, mein Flehen
620 Herr, unser Gott, auf den wir trauen
621 Neig zu mir, Herr, deine Ohren
622 Ich sing in Ewigkeit von des Erbarmers Huld
623 Der Herr ist König, hoch erhöht
624 Singet dem Herrn ein neues Lied
625 Gott der Herr regiert
626 O Herr, mein Gott, wie bist du groß
627 Dankt, dankt dem Herrn und ehret
628 Jauchzt Halleluja, lobt den Herrn
629 Gott hab ich lieb, er hörte mein Gebet
630 Dankt, dankt dem Herrn, jauchzt volle Chöre
631 Ich schau nach jenen Bergen gern
632 Glückliche Stunde, darin ich vernommen
633 Wie die Träumenden werden wir sein
634 Mein ganzes Herz erhebet dich
635 Halleluja, Gott zu loben
636 Erfreue dich, Himmel, erfreue dich, Erden
637 Zachäus, böser reicher Mann
638 Erd und Himmel klinge
639 Ja, ich will singen
640 Die Herrlichkeit des Herrn bleibe ewiglich
641 Alles, was Odem hat, lobe den Herrn
642 Singet und spielet dem Herrn
643 Ich singe dir mit Herz und Mund
644 Vergiss nicht zu danken dem ewigen Herrn
645 Lasst uns miteinander
646 Weicht, ihr Berge, fallt, ihr Hügel
647 Alles ist eitel, du aber bleibst
648 Wir haben Gottes Spuren festgestellt
649 Wer kann dich, Herr, verstehen
650 Weiß ich den Weg auch nicht
651 Freunde, dass der Mandelzweig
652 Von guten Mächten treu und still umgeben
653 Von allen Seiten umgibst du mich
654 Wo ich gehe, wo ich stehe
655 Aus der Tiefe rufe ich zu dir
656 Fürchte dich nicht
657 Erheb dein Herz, tu auf dein Ohren
658 Lass uns in deinem Namen, Herr
659 Ins Wasser fällt ein Stein
660 Wer Gott vertraut, hat wohl gebaut
661 Für dich sei ganz mein Herz und Leben
662 Wie groß ist des Allmächtgen Güte
663 Herr, deine Liebe ist wie Gras und Ufer
664 Wir strecken uns nach dir
665 Liebe ist nicht nur ein Wort.
666 Selig seid ihr, wenn ihr einfach lebt
667 Wenn das Brot, das wir teilen
668 Gehet hin an alle Enden
669 Herr, gib mir Mut zum Brückenbauen
670 Hört, wen Jesus glücklich preist
671 Unfriede herrscht auf der Erde.
672 Jeder Teil dieser Erde
673 Ich lobe meinen Gott, der aus der Tiefe mich holt
674 Damit aus Fremden Freunde werden
675 Lass uns den Weg der Gerechtigkeit gehn
676 Du hast uns deine Welt geschenkt
677 Die Erde ist des Herrn
678 Wir beten für den Frieden
679 Und richte unsere Füße
680 Im Lande der Knechtschaft
681 Gelobt sei deine Treu
682 Herr, gib, dass ich auch diesen Tag
683 Du Glanz aus Gottes Herrlichkeiten
684 Nun wollen wir singen das Abendlied
685 Herr, lass auf Erden
686 Bevor des Tages Licht vergeht
687 Danke, Herr! Ich will dir danken
688 Geht der Tag ganz leis zu Ende
689 Seht das große Sonnenlicht
690 Auf, Seele, Gott zu loben
691 Lob, meine Seele, lobe den Herrn
692 Sonne scheint ins Land hinein
693 Alles, was Odem hat
694 Alle Menschen müssen sterben
695 Nun lässest du, o Herr

### Rheinland, Westfalen und Lippe

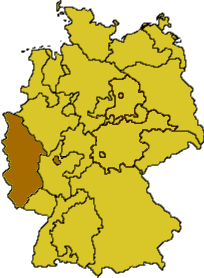
Kirchengebiet der Evangelischen Kirche im Rheinland

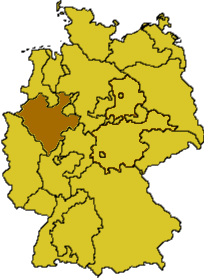
Kirchengebiet der Evangelischen Kirche von Westfalen

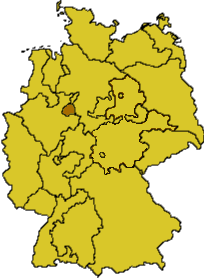
Kirchengebiet der Lippischen Landeskirche

536 Auf, auf, ihr Christen alle
537 Mache dich auf und werde licht
538 Tragt in die Welt nun ein Licht
539 Christum wir sollen loben schon
540 Freut euch, ihr lieben Christen
541 Vom Himmel hoch, o Engel, kommt!
542 Wir singen dir, Immanuel
543 O freudenreicher Tag
544 Mit den Hirten will ich gehen
545 Es ist für uns eine Zeit angekommen
546 Stern über Bethlehem, zeig uns den Weg
547 In einer Höhle zu Bethlehem
548 Die Weisen sind gegangen
549 Helft mir Gotts Güte preisen
550 Lobpreiset all zu dieser Zeit
551 Das Jahr geht hin, nun segne du
552 Licht, das in die Welt gekommen
553 Die Weisen aus dem Morgenland
554 Eines wünsch ich mir vor allem andern
555 Loben wollen wir und ehren
556 Ich steh an deinem Kreuz, Herr Christ
557 Dank sei dir, Herr, durch alle Zeiten
558 Nun ziehen wir die Straße
559 Christus ist auferstanden.
560 O herrlicher Tag, o fröhliche Zeit
561 Jesus, unser Trost und Leben
562 Gottes Stimme lasst uns sein
563 Nun werden die Engel im Himmel singen
564 Christ, der Herr, ist heut erstanden
565 Auf diesen Tag bedenken wir
566 Der Geist des Herrn erfüllt das All
567 Am Pfingsttag unter Sturmgebraus
568 Wind kannst du nicht sehen
569 Zu Ostern in Jerusalem
570 Du, Herr, gabst uns dein festes Wort
571 Unser Leben sei ein Fest
572 Brich herein, süßer Schein selger Ewigkeit
573 Die wir uns allhier beisammen finden
574 Jesus, Haupt und Herr der Deinen
575 Segne und behüte
576 Die Gnade unsers Herrn Jesu Christi
577 Kommt herbei, singt dem Herrn
578 Wo zwei oder drei
579 Freuet euch im Herrn
580 Gloria in excelsis Deo
581 Halleluja
582 Oculi nostri ad Dominum Deum
583 Sanctus, sanctus, sanctus
584 Jubilate Deo
585 Bleibet hier und wachet mit mir
586 Bleib mit deiner Gnade bei uns
587 Ubi caritas et amor
588 Magnificat, magnificat
589 Kehret um
590 Es ist ein Wort ergangen
591 Gottes Wort ist wie Licht in der Nacht
592 Wort, das lebt und spricht
593 Mein Schöpfer, steh mir bei
594 Wir bringen, Herr, dies Kind zu dir
595 Ein Kind ist angekommen
596 Kind, du bist uns anvertraut
597 Singet, danket unserm Gott
598 Wir sind zum Mahl geladen
599 Singet dem Herrn ein neues Lied
600 Meine engen Grenzen
601 Gott, wir preisen deine Wunder
602 Reich des Herrn
603 Nun werde still, du kleine Schar
604 Ein Schiff, das sich Gemeinde nennt
605 Herr, gib uns Mut zum Hören
606 Lasst die Kinder zu mir kommen
607 Herr, wir bitten: Komm und segne uns
608 Erleuchte und bewege uns
609 Du hast vereint in allen Zonen
610 Jesus hat seine Herrschaft bestellt
611 Der Himmel geht über allen auf
612 Der Herr ist mein getreuer Hirt
613 Der Herr mein Hirt! So will ich Gott besingen
614 Dem Herrn gehört unsre Erde
615 Meine Seele steigt auf Erden
616 Jauchzt alle, Gott sei hoch erhoben
617 Wie der Hirsch nach frischer Quelle
618 Singt mit froher Stimm, Völker jauchzet ihm
619 Erhör, o Gott, mein Flehen
620 Herr, unser Gott, auf den wir trauen
621 Neig zu mir, Herr, deine Ohren
622 Ich sing in Ewigkeit von des Erbarmers Huld
623 Der Herr ist König, hoch erhöht
624 Singet dem Herrn ein neues Lied
625 Gott der Herr regiert
626 O Herr, mein Gott, wie bist du groß
627 Dankt, dankt dem Herrn und ehret
628 Jauchzt Halleluja, lobt den Herrn
629 Gott hab ich lieb, er hörte mein Gebet
630 Dankt, dankt dem Herrn, jauchzt volIe Chöre
631 Ich schau nach jenen Bergen gern
632 Glückliche Stunde, darin ich vernommen
633 Wie die Träumenden werden wir sein
634 Mein ganzes Herz erhebet dich
635 Halleluja, Gott zu loben
636 Erfreue dich, Himmel, erfreue dich, Erden
637 Zachäus, böser reicher Mann
638 Erd und Himmel klinge
639 Ja, ich will singen
640 Die Herrlichkeit des Herrn bleibe ewiglich
641 Alles, was Odem hat, lobe den Herrn
642 Singet und spielet dem Herrn
643 Ich singe dir mit Herz und Mund
644 Vergiss nicht zu danken dem ewigen Herrn
645 Lasst uns miteinander
646 Weicht, ihr Berge, fallt, ihr Hügel
647 Alles ist eitel, du aber bleibst
648 Wir haben Gottes Spuren festgestellt
649 Wer kann dich, Herr, verstehen
650 Weiß ich den Weg auch nicht
651 Freunde, dass der Mandelzweig
652 Von guten Mächten treu und still umgeben
653 Von allen Seiten umgibst du mich
654 Wo ich gehe, wo ich stehe
655 Aus der Tiefe rufe ich zu dir
656 Fürchte dich nicht
657 Erheb dein Herz, tu auf dein Ohren
658 Lass uns in deinem Namen, Herr
659 Ins Wasser fällt ein Stein
660 Wer Gott vertraut, hat wohl gebaut
661 Für dich sei ganz mein Herz und Leben
662 Wie groß ist des Allmächtgen Güte
663 Herr, deine Liebe ist wie Gras und Ufer
664 Wir strecken uns nach dir
665 Liebe ist nicht nur ein Wort.
666 Selig seid ihr, wenn ihr einfach lebt
667 Wenn das Brot, das wir teilen
668 Gehet hin an alle Enden
669 Herr, gib mir Mut zum Brückenbauen
670 Hört, wen Jesus glücklich preist
671 Unfriede herrscht auf der Erde.
672 Jeder Teil dieser Erde
673 Ich lobe meinen Gott, der aus der Tiefe mich holt
674 Damit aus Fremden Freunde werden
675 Lass uns den Weg der Gerechtigkeit gehn
676 Du hast uns deine Welt geschenkt
677 Die Erde ist des Herrn
678 Wir beten für den Frieden
679 Und richte unsere Füße
680 Im Lande der Knechtschaft
681 Gelobt sei deine Treu
682 Herr, gib, dass ich auch diesen Tag
683 Du Glanz aus Gottes Herrlichkeiten
684 Nun wollen wir singen das Abendlied
685 Herr, lass auf Erden
686 Bevor des Tages Licht vergeht
687 Danke, Herr! Ich will dir danken
688 Geht der Tag ganz leis zu Ende
689 Seht das große Sonnenlicht
690 Auf, Seele, Gott zu loben
691 Lob, meine Seele, lobe den Herrn
692 Sonne scheint ins Land hinein
693 Alles, was Odem hat
694 Alle Menschen müssen sterben
695 Nun lässest du, o Herr

### Sachsen

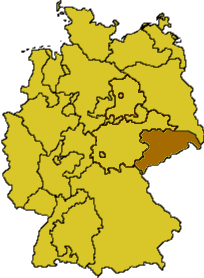
Kirchengebiet der Evangelisch-Lutherischen Landeskirche Sachsens

779 Wir glauben all an einen Gott
780 An einen Gott nur glauben wir

### Württemberg

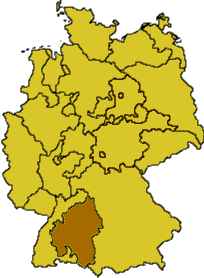
Kirchengebiet der Evangelischen Landeskirche in Württemberg

#### Kirchenjahr
536 Auf, auf, ihr Christen alle
537 Sieh, dein König kommt zu dir
538 Der Tag, der ist so freudenreich
539 Sieh nicht an, was du selber bist
540 Stern über Bethlehem
541 Von guten Mächten treu und still umgeben
542 Bleib bei uns, wenn der Tag entweicht
543 Geh unter der Gnade
544 Wie schön leuchtet der Morgenstern
545 Ach mein Herr Jesu, wenn ich dich nicht hätte
546 Eines wünsch ich mir vor allem andern
547 Menschen gehen zu Gott in ihrer Not
548 Kreuz, auf das ich schaue
549 Christus ist auferstanden
550 Die Sonne geht auf: Christ ist erstanden
551 Wo einer dem andern neu vertraut
552 Auf diesen Tag bedenken wir
553 Gottes Stimme lasst uns sein
554 Der Geist des Herrn erfüllt das All
555 Ein Licht geht uns auf in der Dunkelheit
556 Der Geist von Gott weht wie der Wind
557 Gott Vater, Herr, wir danken dir
558 Des Menschen Sohn wird kommen
559 Alles ist eitel, du aber bleibst

#### Gottesdienst
560 Jesu, Seelenfreund der Deinen
561 Treuer Heiland, wir sind hier
562 Jesu, Jesu, Brunn des Lebens
563 Der Herr segne dich und behüte dich
564 Segne uns, o Herr
565 Herr, wir bitten: Komm und segne uns
566 Gottes Ruhetag
567 Wieder kommen wir zusammen
568 Wo zwei oder drei versammelt sind
569 Dass Erde und Himmel dir blühen
570 Die Gnade unsers Herrn Jesu Christi
571.1 Ubi caritas et amor – Wo die Liebe wohnt und Güte
571.2 Ubi caritas et amor – Wo die Liebe wohnt und Güte
572 Gloria in excelsis Deo
573 Magnificat
574 Nichts soll dich ängsten
575 Komm, göttliches Licht
576 Meine Hoffnung und meine Freude – El Senyor és la meva força
577 Öffne meine Ohren, Heiliger Geist
578 Walte, walte nah und fern
579 Nun gib uns Pilgern aus der Quelle
580 Eine freudige Nachricht breitet sich aus
581 Segne dieses Kind
582 Kind, du bist uns anvertraut
583 Herr, dieses Kind, dir dargebracht
584 Komm, mein Herz, in Jesu Leiden
585 Das Weizenkorn muss sterben
586 Gott gibt ein Fest
587 Ich bin das Brot, lade euch ein
588 Meine Seele in der Höhle
589 Meine engen Grenzen
590 Gott, wir preisen deine Wunder
591 Großer Hirte aller Herden
592 Licht, das in die Welt gekommen
593 Die Sach ist dein, Herr Jesu Christ
594 Herr, wir stehen Hand in Hand
595 Ein Schiff, das sich Gemeinde nennt
596 Heilig, heilig, heilig
597 In Christus gilt nicht Ost noch West

#### Biblische Gesänge
598 Wie lange willst du mein vergessen
599 Der Herr ist mein Hirte
600 Wie der Hirsch nach frischer Quelle
601 Kommt herbei, singt dem Herrn
602 Auf, Seele, Gott zu loben
603 When Israel was in Egypt’s land
604 Im Lande der Knechtschaft
605 Alles auf Erden hat seine Zeit

#### Glaube – Liebe – Hoffnung
606 Womit soll ich dich wohl loben
607 Wie groß ist des Allmächt’gen Güte
608 Vergiss nicht zu danken dem ewigen Herrn
609 Dass du mich einstimmen lässt in deinen Jubel
610 Lob, Anbetung, Ruhm und Ehre
611 Ich lobe meinen Gott, der aus der Tiefe mich holt
612 Christ ist der Weg, das Licht, die Pfort
613 Gott lebet! Sein Name gibt Leben und Stärke
614 Betgemeinde, heilge dich
615 Weicht, ihr Berge, fallt, ihr Hügel
616 Gott ist getreu
617 Stark ist meines Jesu Hand
618 Wenn die Last der Welt dir zu schaffen macht
619 Du bist der Weg und die Wahrheit und das Leben
620 Gott will’s machen
621 Christen erwarten in allerlei Fällen
622 Von dir, o Vater, nimmt mein Herz
623 Harre, meine Seele
624 Weiß ich den Weg auch nicht
625 Herr, weil mich festhält deine starke Hand
626 Manchmal kennen wir Gottes Willen
627 Ich werfe meine Fragen hinüber
628 Meine Zeit steht in deinen Händen
629 Fürchte dich nicht
630 Du Gott stützt mich
631 Der Herr ist gut, in dessen Dienst wir stehn
632 Du Wort des Vaters, rede du
633 O Gottes Sohn, du Licht und Leben
634 Herr, lass mich deine Heiligung
635 Schenk uns Weisheit, schenk uns Mut
636 Unser Leben sei ein Fest
637 Ins Wasser fällt ein Stein
638 Wo ein Mensch Vertrauen gibt
639 Kommt, atmet auf, ihr sollt leben
640 Für Christus leben, sterben für ihn
641 Ich bete an die Macht der Liebe
642 Welch ein Freund ist unser Jesus
643 Herr, deine Liebe ist wie Gras und Ufer
644 Jesus hat die Kinder lieb
645 Lieber Gott, ich danke dir
646 Aus Gottes guten Händen
647 Du stellst meine Füße auf weiten Raum
648 Ach komm, füll unsre Seelen ganz
649 Herr, gib mir Mut zum Brückenbauen
650 Liebe ist nicht nur ein Wort
651 Selig seid ihr
652 We shall overcome
653 Soviel Freude hast du, Gott
654 Du schufst, Herr, unsre Erde gut
655 Freunde, dass der Mandelzweig
656 Wir haben Gottes Spuren festgestellt
657 Damit aus Fremden Freunde werden
658 Lass uns den Weg der Gerechtigkeit gehn
659 Die Erde ist des Herrn
660 Wie ein Fest nach langer Trauer
661 Ich glaube fest, dass alles anders wird
662 Viele kleine Leute
663 Mit Freuden will ich singen
664 Früh am Morgen Jesus gehet
665 Gelobt sei deine Treu
666 Bescher uns, Herr, das täglich Brot
667 Die ihr bei Jesus bleibet
668 Du gabst der Welt das Leben
669 So ist die Woche nun geschlossen
670 Hirte deiner Schafe
671 Diesen Tag, Herr, leg ich zurück in deine Hände
672 Heut war ein schöner Tag
673 Der Abend kommt
674 Wer wohlauf ist und gesund
675 Das walte Gott, der helfen kann
676 Geh aus, mein Herz, und suche Freud
677 Die Ernt ist da, es winkt der Halm
678 Auferstehn, ja auferstehn wirst du
679 Du kamst, du gingst mit leiser Spur
680 Brich herein, süßer Schein
681 Wir sind nur Gast auf Erden
682 Wir sind mitten im Leben zum Sterben bestimmt
683 Jesus Christus gestern und heute